# Liste de sociétés savantes d'histoire et d'archéologie en France
Cet article établit la liste des sociétés savantes de France, à l'échelon national et à l'échelon départemental. Ces sociétés savantes ont en commun de traiter de questions d'histoire, d'archéologie, d’ethnographie, de patrimoine architectural ou folklorique, de littérature et de langue régionale etc.

## Présentation
Les sociétés savantes en France sont des communautés d'individus qui ont pour objet de faire progresser les connaissances dans un domaine donné par des recherches effectuées par leurs membres et de communiquer le fruit de ces recherches au public par des publications, des conférences, des expositions... Elles peuvent avoir également pour objet la collecte et la conservation de documents, d'œuvres d'art, de monuments, ayant une valeur patrimoniale. Ce sont généralement des associations à but non lucratif régies par la loi du 1er juillet 1901,. Beaucoup porte un nom commençant par « société », car leur création est antérieure à l'adoption de  la loi de 1901. Ce terme de société n'est pas à prendre au sens de société industrielle ou commerciale, mais au sens de réunion de personnes dans un but littéraire, artistique, historique ou scientifique.
Les premières sociétés savantes, si l'on excepte les chapitres de chanoines et les ordres religieux comme les bénédictins ou les dominicains qui firent d'immenses travaux d'érudition littéraires et scientifiques dès le Haut Moyen Âge, furent les académies de province de l'Ancien Régime et les sociétés d'émulation.
Un arrêté ministériel du 18 juillet 1834 créa un comité chargé de « diriger les recherches et les publications de documents inédits à l’aide de fonds votés au budget de l’État »,. Le Comité des travaux historiques et scientifiques, (CTHS) est une institution de l'Etat français rattachée, depuis 2005, à l'École nationale des chartes qui recense les sociétés savantes de France. Il tient un congrès annuel qui est l'occasion de rencontres entre les sociétés savantes.

## Institut de France

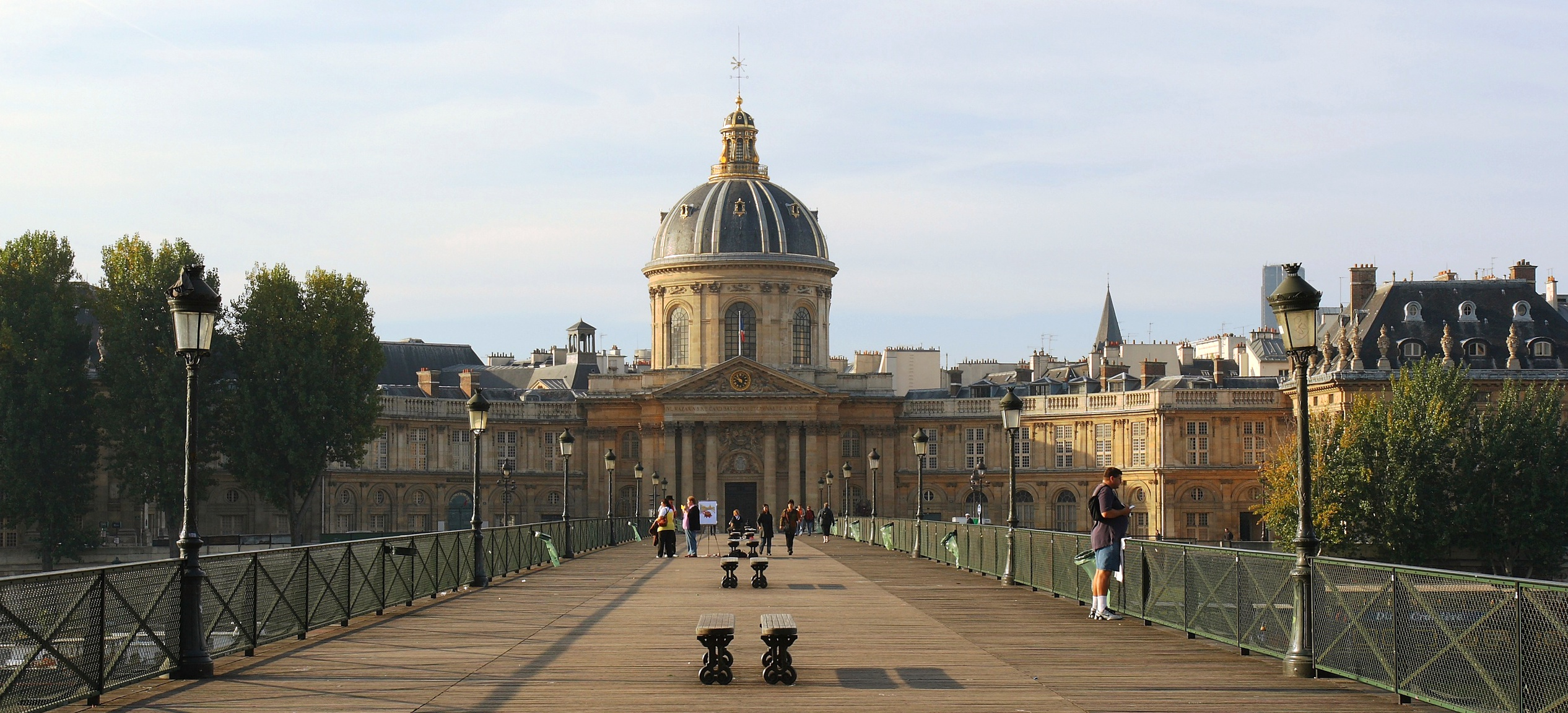
L'Institut de France.

L'Institut de France regroupe cinq académies qui ne sont pas - à proprement parler - des sociétés savantes mais des institutions de l’État français. L'Institut de France et ses académies sont régis par la loi du 18 avril 2006. Cette loi dispose que l'Institut et les académies constituent des personnes morales de droit public à statut particulier. Ces cinq académies sont :
- Académie française (fondée en 1635)
- Académie des inscriptions et belles-lettres (fondée en 1663)
- Académie des sciences (fondée en 1666)
- Académie des beaux-arts (fondée en 1816)
- Académie des sciences morales et politiques (fondée en 1832)

## Sociétés nationales
Les sociétés savantes de rayonnement national sont :
- Société des antiquaires de France (1804).
- Société asiatique (1822).
- Société de l'histoire de France (1833).
- Société française d’archéologie (1834).
- Société de l'histoire du protestantisme français (1852).
- Société de l'histoire de l'art français (1870).
- Société des études juives (1880).
- Société préhistorique française (1904).
- Association Guillaume-Budé (1917).
- Société française d'égyptologie (1923).
- Société française d'héraldique et de sigillographie (1937).
- Souvenir napoléonien (1937).
- Société française de vexillologie (1985).
- Conférence nationale des académies des sciences, lettres et arts (1989).

## Conférence nationale des académies des sciences, lettres et arts
Cette conférence réunit, depuis 1989, sous l'égide de l'Institut de France, 33 académies de province. Ces académies dont la fondation remonte — pour 25 d'entre elles — à l'Ancien Régime se caractérisent par leur ancienneté, leur caractère pluridisciplinaire, la nature de leurs activités (travaux de recherches, publications périodiques...), leur rôle culturel sur le plan régional ou local, leurs règles de recrutement des membres par élection et la limitation de leur nombre, la similitude des règles de fonctionnement. La Conférence a le statut d'une association loi de 1901.
Les 33 académies membres de la Conférence nationale des académies des sciences, lettres et arts sont :
- Académie des sciences, agriculture, arts et belles-lettres d'Aix à Aix-en-Provence (1808).
- Académie des sciences, des lettres et des arts d'Amiens (1746).
- Académie des sciences, belles-lettres et arts d'Angers (1685).
- Académie florimontane, à Annecy (1607-1610) - (1851).
- Académie d'Arles (1666).
- Académie des sciences, lettres et arts d'Arras (1737).
- Académie des sciences, belles-lettres et arts de Besançon et de Franche-Comté (1752).
- Académie des sciences, belles-lettres et arts de Bordeaux (1712).
- Académie des sciences, arts et belles-lettres de Caen (1662).
- Académie de Savoie, à Chambéry (1820).
- Société nationale académique de Cherbourg ou Académie de Cherbourg (1755).
- Académie des sciences, belles-lettres et arts de Clermont-Ferrand (1747).
- Académie des sciences, lettres et arts d’Alsace à Colmar (1952).
- Académie des sciences, arts et belles-lettres de Dijon (1725).
- Académie Delphinale, à Grenoble (1772).
- Académie des sciences, belles-lettres et arts de Lyon (1700).
- Académie des sciences, arts et belles-lettres de Mâcon (1829).
- Académie des sciences, lettres et arts de Marseille (1726).
- Académie nationale de Metz (1760).
- Académie des Sciences, des Lettres et des Arts de Montauban (1744).
- Académie des sciences et lettres de Montpellier (1846).
- Académie de Stanislas, à Nancy (1750).
- Académie de Nîmes (1665).
- Académie d'Orléans (1761).
- Académie nationale de Reims (1841).
- Académie des belles-lettres, sciences et arts de La Rochelle (1732).
- Académie des sciences, belles-lettres et arts de Rouen (1744).
- Académie du Var, à Toulon (1800).
- Académie des Jeux floraux de Toulouse (1323).
- Académie des sciences, inscriptions et belles-lettres de Toulouse (1640).
- Académie des sciences, arts et belles-lettres de Touraine, à Tours (1761).
- Académie des sciences morales, des lettres et des arts de Versailles (1834).
- Académie de Villefranche et du Beaujolais, à Villefranche-sur-Saône (1677).

## Fédérations régionales et interrégionales
- Fédérations historiques Sud-Ouest Gascogne Languedoc.
- Fédération historique de Provence.
- Fédération des Sociétés Savantes du Centre de la France (FSSCF).

## Ain

### Bourg-en-Bresse
- Société d'émulation de l'Ain, fondée en 1755[6].

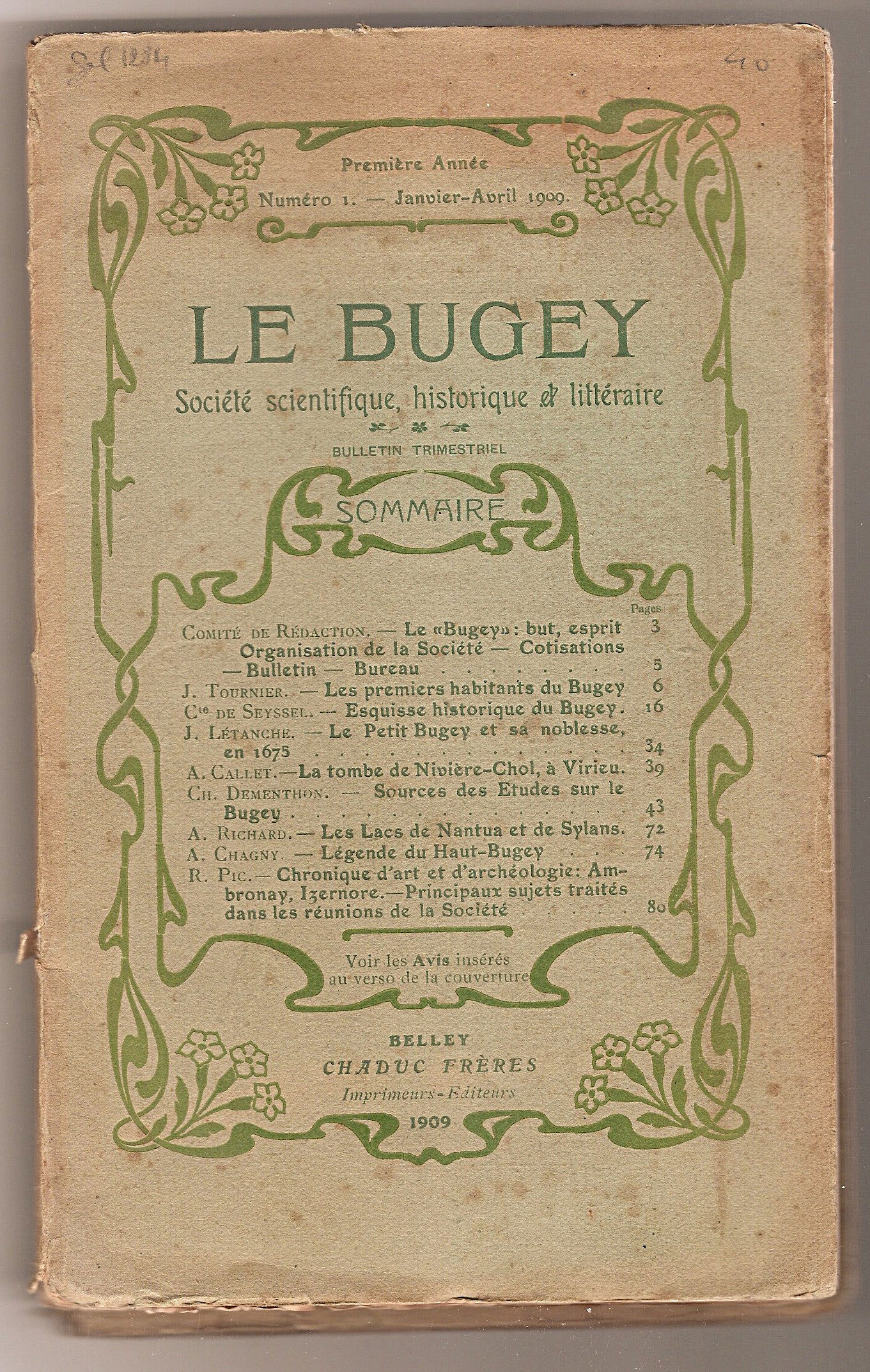
Couverture de la revue de la société savante Le Bugey.

- Société des naturalistes et archéologues de l'Ain, fondée en 1896[7].
- Patrimoine des pays de l'Ain, fondée en 1966[8].
- Les amis de Brou, fondée en 1984[9].

### Autres communes de l'Ain
- Ambérieu-en-Bugey :
  - Association des amis du château des Allymes et de René de Lucinge, fondée en 1961[10].
  - Association pour le patrimoine autobiographique, fondée en 1992[11].
- Belley : Le Bugey, Société historique, littéraire et scientifique, fondée en 1908[12].
- Châtillon-sur-Chalaronne, Académie de la Dombes, fondée en 1980[13].
- Ferney-Voltaire : Société Voltaire, fondée en 2000[14].
- Pérouges : Société d'histoire et d'archéologie de la plaine de l'Ain, fondée en 1977[15].
- Thoissey : Les Amis du vieux Thoissey et de son Canton, fondée en 1989[16].
- Villars-les-Dombes : Association pour la mise en valeur du patrimoine de la Dombes, fondée en 1986[17].

## Aisne

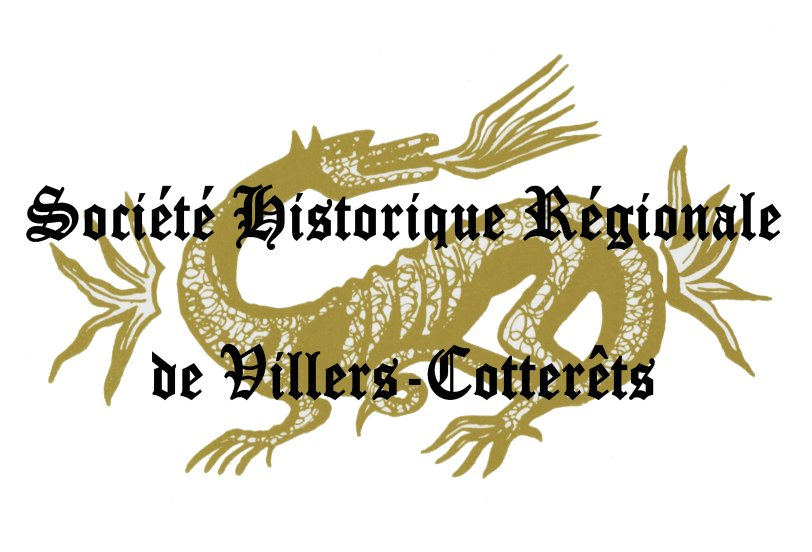

- Château-Thierry : Société historique et archéologique de Château-Thierry, fondée en 1864[18].
- Chauny : Société académique d'histoire, d'archéologie, des arts et des lettres de Chauny, fondée en 1884 et disparue en 1889, refondée en 1974[19].
- Laon :
  - Fédération de Sociétés d'histoire et d'archéologie de l'Aisne, fondée en 1952[20].
  - Société historique de Haute-Picardie, fondée en 1914[21].
- Saint-Quentin : Société académique de Saint-Quentin, fondée en 1825[22].
- Soissons : Société historique, archéologique et scientifique de Soissons, fondée en 1874[23].
- Vervins : Société archéologique et historique de Vervins et de la Thiérache, fondée en 1872[24].
- Villers-Cotterêts : Société historique régionale de Villers-Cotterêts, fondée en 1904[25].

## Allier
- Gannat : Société culturelle et de recherche du Pays Gannatois, publie depuis 1969 Le Pays Gannatois  (ISSN 0768-9705)[26].
- Le Mayet-de-Montagne : Les Amis de la montagne bourbonnaise, publie de 1974 à 2001 le Courrier de la montagne bourbonnaise  (ISSN 0335-9034)
- Montluçon : Les Amis de Montluçon, fondée en 1911, publie depuis 1912 le Bulletin des Amis de Montluçon  (ISSN 1140-7425)[27].
- Montmarault : Association du Pays de Montmarault (1991), publie depuis 1992 Racines  (ISSN 1168-9595)
- Moulins :
  - Société d'émulation du Bourbonnais, fondée en 1845, publie de 1846 à 1891 le Bulletin de la Société d'émulation du département de l'Allier : sciences, arts et belles-lettres  (ISSN 1148-7984), de 1892 à 1902 Bulletin revue  (ISSN 1148-7976), et depuis 1903 Bulletin de la Société d'émulation du Bourbonnais  (ISSN 0037-9158)[28].
  - Société bourbonnaise des études locales, fondée en 1912; publie de 1920 à 1922 Bulletin de la Société bourbonnaise des études locales  (ISSN 1960-0372), de 1923 à 1984 Notre Bourbonnais : revue de vulgarisation et d'action régionaliste...  (ISSN 0029-4489), et depuis 1985 Études bourbonnaises  (ISSN 0980-7225)[29].
- Serbannes : Société d'émulation du Pays serbannais, pas de publication régulière.
- Vichy : Société d'histoire et d'archéologie de Vichy et des environs; publie de puis 1938 Bulletin de la Société d'histoire et d'archéologie de Vichy et des environs  (ISSN 1153-3277)[30].

## Alpes-de-Haute-Provence
- Barcelonnette : Sabença de la Valeia, fondée en 1980[31].
- Digne-les-Bains :
  - Société scientifique et littéraire des Alpes-de-Haute-Provence, ancienne société scientifique et littéraire des Basses-Alpes, fondée en 1878[32].
  - Association pour l'étude et la sauvegarde du patrimoine religieux de la Haute-Provence, fondée en 1977 (société dissoute)[33].
- Manosque : Cercle généalogique des Alpes de Haute-Provence, fondé en 1975[34].
- Moustiers-Sainte-Marie : Académie de Moustiers, fondée en 1929[35].
- Riez : Les amis du vieux Riez, fondée en 1975[36].

## Hautes-Alpes
- L'Argentière-la-Bessée : Association des anthropologues de l'arc alpin, fondée en 1995[37].
- Arvieux : Quey'racines, fondée en 2006[38].
- Gap : Société d'études des Hautes-Alpes, fondée en 1881[39].
- Serres : Association de sauvegarde du patrimoine des pays du Buech et des Baronnies[40].

## Alpes-Maritimes

### Nice
- Acadèmia Nissarda, éditrice et rédactrice depuis 1898 de la revue Nice historique.
- Institut de préhistoire et d'archéologie Alpes-Méditerranée (IPAAM) publiant Les Mémoires de l'IPAAM depuis 1926.
- Cercle numismatique de Nice, depuis 1981. Publie les Annales du Cercle numismatique de Nice depuis 1981 et les Carnets numismatiques du Comté de Nice et du Sud-Est depuis 2017.
- Cercle d'histoire et d'archéologie des Alpes-maritimes, fondé en 1989.
- Association de sauvegarde du patrimoine écrit des Alpes-Maritimes, fondée en 1990.

### Autres communes des Alpes-Maritimes
- Antibes : Groupe historique et archéologique d'Antibes.
- Cabris : Histoire et culture en pays de Haute-Siagne.
- Cannes :
  - Société scientifique et littéraire de Cannes et arrondissement de Grasse, fondée en 1868.
  - École félibréenne de Lérins, fondée en 1887.
- Le Cannet : Cercle généalogique du pays cannois.
- Grasse :
  - Cercle littéraire et artistique de Grasse, fondé en 1933.
  - Association historique du pays de Grasse, fondée en 1975.
- Menton : Société d'art et d'histoire du Mentonnais, fondée en 1975.
- Roquefort-les-Pins : Association généalogique des Alpes-Maritimes, fondée en 1982.

## Ardèche
- Annonay :
  - Les amis d'Annonay et du Vieil Annonay, fondée en 1920[41].
  - Amis du fonds vivarois, fondée en 1980[42].
- Aubenas : Cévennes - Terre de lumière, fondée en 1976[43].
- Chomérac : Mémoire d'Ardèche et Temps Présent, fondée en 1983[44].
- Lussas : Association Auguste Le Sourd, héritière en 1996 de l'Association pour la maintenance de la Revue du Vivarais fondée en 1980. La Revue du Vivarais est une publication trimestrielle éditée depuis 1893.
- Orgnac-l'Aven : Les amis du musée d’Orgnac, fondée en 1986.
- Privas :
  - Académie des sciences, lettres et arts de l'Ardèche, fondée en 1933, refondée en 1989[45].
  - Les Amis du Mézenc, fondée en 1988. L'association publie Les Cahiers du Mézenc (concerne aussi la Haute-Loire)[46]
  - Société d'histoire et d'archéologie de Privas, fondée en 1979[47].
- Rochemaure : Les amis de Joviac, fondée en 1988[48].
- Vagnas : Vagnas patrimoine et découvertes, fondée en 1997[49].
- Vals-les-Bains : Université libre du Vivarais.
- Villeneuve-de-Berg : Société des enfants et amis de Villeneuve-de-Berg, fondée en 1921[50].
- Viviers : Centre international Construction et patrimoine, fondée en 1981[51].

## Ardennes

### Charleville-Mézières
- Société d'Histoire des Ardennes, fondée en 1955[52].
- Fédération des sociétés archéologiques de Champagne-Ardenne, fondée en 1982[53].
- Centre ardennais de recherche archéologique, fondé en 1983[54].
- Cercle de généalogie et d'héraldique des Ardennes, fondé en 2004[55].

### Autres communes des Ardennes
- Bogny-sur-Meuse : Groupe de recherche archéologique sur le Paléolithique inférieur et moyen ardennais, fondé en 1990[56].
- Givet : Cercle d'histoire régional de la Pointe de Givet et terres limitrophes, fondé en 1974[57].
- Mouzon : Les amis du patrimoine de Mouzon, fondée en 1963[58].
- Sedan : (SHAS), fondée en 1963, héritière des Amis du vieux Sedan fondé en 1928[59].

## Ariège
- Foix :
  - Société ariégeoise des sciences, lettres et arts, fondée en 1882[60].
  - Société préhistorique Ariège-Pyrénées, fondée en 1947[61].
  - Les Amis des Archives de l'Ariège, fondée en 2008; elle publie Archives ariégeoises à Foix[62].
- Pamiers : Société historique et archéologique de Pamiers et de la Basse-Ariège, fondée en 1979[63].
- Saint-Girons : Société des amis de Saint-Lizier et du Couserans, fondée en 1962[64].
- Vals : Association des amis de Vals, fondée en 1958[65].

## Aube
- Arcis-sur-Aube : Arcis val d'Aube : histoire et patrimoine, fondée en 2016[66].
- Bar-sur-Aube : Société Historique de Bar-sur-Aube et du Pays Baralbin, fondée en 2018[67].
- Les Grandes-Chapelles : Société des amateurs de folklore et arts champenois, fondée en 1956[68].
- Sainte-Savine : Association géologique auboise, fondée en 1971[69].
- Troyes :
  - Société académique d'agriculture, des sciences, arts et belles-lettres du département de l'Aube, fondée en 1798 (Reconnue d'utilité publique par décret du 15 février 1853)[70].
  - Sauvegarde et avenir de Troyes, fondée en 1963[71].
  - Association des amis du musée aubois d'histoire de l'éducation, fondée en 1976[72].

## Aude

- Belpech : Société d'Histoire de Belpech et du Garnaguès, fondée en décembre 1990[73].
- Carcassonne :
  - Académie des arts et des sciences de Carcassonne, fondée en 1836[74].
  - Société d'études scientifiques de l'Aude, fondée en 1889[75].
  - Centre d'archéologie médiévale du Languedoc, fondée en 1976[76].
- Castelnaudary : Les Amis de Castelnaudary et du Lauragais, fondée en 1964[77]
- Fanjeaux : Centre d'études historiques, fondé en 1967[78].
- Limoux : Mémoire historique de Limoux, fondée en 1995[79].
- Narbonne :
  - Commission archéologique et littéraire de Narbonne, fondée en 1833[80].
  - Les Amis de Fontfroide, fondée en 1984[81].
  - Association de recherche historique sur les techniques de communication, dondée en 1984[82].

## Aveyron

### Rodez
- Société des lettres, sciences et arts de l'Aveyron, fondée en 1836[83].
- Union sauvegarde du Rouergue, fondée en 1973[84].
- Association des amis du musée du Rouergue[85].
- Cercle généalogique du Rouergue, dondé en 1992[86].

### Autres communes de l'Aveyron
- Millau :
  - Société d’études millavoises, fondée en 1952[87].
  - Cercle généalogique du Sud-Aveyron, fondée en 1987[88].
- Montrozier : Association pour la sauvegarde du patrimoine archéologique aveyronnais, fondée en 1982[89].
- Villefranche-de-Rouergue :
  - Société des Amis de Villefranche et du Bas-Rouergue, fondée en 1912, déclarée d'utilité publique en 1936[90].
  - Centre d'étude des bastides, fondée en 1983[91].
  - Société archéologique de Villefranche-de-Rouergue, fondée en 1985[92].

## Bouches-du-Rhône

### Aix-en-Provence
- Académie des sciences, agriculture, arts et belles-lettres d'Aix, fondée en 1808[93].
- Le Félibrige à Aix-en-Provence, fondée en 1854[94].
- Société d'études provençales, fondée en 1903[95].
- Association pour les études en sciences humaines et sociales sur l’Afrique du Nord et les mondes musulmans, fondée en 1964 (société dissoute)[96].
- Généalogie Algérie, Maroc, Tunisie à Aix-en-Provence, fondée en 1982[97].
- Association d'anthropologie méditerranéenne, fondée en 1997[98].

### Marseille

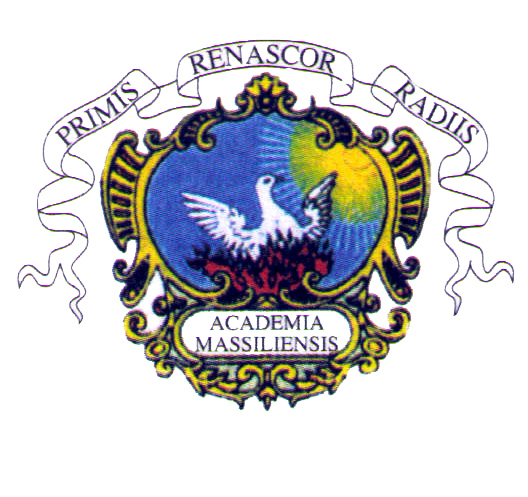

- Académie des sciences, lettres et arts de Marseille, fondée en 1726.
- Société de statistique, d’histoire et d’archéologie de Marseille et de Provence, fondée en 1922.
- Société d'études philosophiques, fondée en 1926.
- Fédération historique de Provence, fondée en 1950.
- Société française d'étude de la céramique antique en Gaule, fondée en 1962.
- Centre international de recherches sur l'anarchisme (Marseille), fondé en 1965.
- Centre Généalogique du Midi Provence (Union Régionale de Généalogie) fondée en 1970, siège à Marseille.

### Autres communes des Bouches-du-Rhône
- Arles :
  - Académie d'Arles, fondée en 1666.
  - Les Amis du vieil Arles (AVA).
- La Ciotat : Les Amis du vieux La Ciotat.
- Lambesc : Amis du vieux Lambesc, fondée en 1936.
- Saint-Rémy-de-Provence : Société d'Histoire et d'Archéologie de Saint-Rémy-de-Provence.
- Tarascon : Les amis du vieux Tarascon, fondée en 1970.

## Calvados

### Caen
- Académie des sciences, arts et belles-lettres de Caen à Caen, fondée en 1662.
- Société des antiquaires de Normandie à Caen, fondée en 1824.
- Société d'histoire de la poste et de France Télécom en Basse-Normandie à Caen, fondée en 1986.
- Association d'histoire des sociétés rurales à Caen, fondée en 1993.
- Les chemins du Mont-Saint-Michel à Caen, fondée en 1998.
- Association normande à Caen, fondée en 2006.
- Cercle généalogique du Calvados à Caen.

### Autres communes du Calvados
- Bayeux : Société des sciences, arts et belles-lettres de Bayeux, fondée en 1841.
- Honfleur : Société d'ethnographie et d'art populaire - Le vieux Honfleur, fondée en 1896.
- Lisieux :
  - Société historique de Lisieux fondée en 1869.
  - Le Pays d'Auge, fondée en 1950.

## Cantal
- Antignac : Groupe de recherches historiques et archéologiques de la vallée de la Sumène, fondé en 1972.
- Aurillac :
  - Société cantalienne fondée en 1838.
  - Société des lettres, sciences et arts de la Haute-Auvergne, fondée en 1898, dite Société de la Haute-Auvergne, publie la Revue de la Haute-Auvergne - siège : Hôtel Roger-Ducos, 12 rue Arsène-Vermenouze Aurillac.
  - Photothèque et archives cantaliennes, fondée en 1993.
- Massiac : Société de recherches préhistoriques et historiques de Massiac et de ses environs, fondée en 1967.
- Saint-Flour :Cantal-Patrimoine, publie Cantal-Patrimoine, créé en 2004, Présidente Pascale Moulier, 58 rue Belloy, 15 100 Saint-Flour.
- Salers : Société Historique du Pays de Salers[99], créée en 2007, qui publie la revue Nostra Istoria tous les ans. Président, Cédric Tartaud-Gineste, Place Maigne, 15 140 Salers.

## Charente
- Aigre : Histoires du Pays d'Aigre et alentours (HPA), fondée le 29 octobre 2014[100].
- Angoulême : 
  - Société archéologique et historique de la Charente, fondée le 12 août 1844, reconnue d'utilité publique le 10 juin 1910[101].
  - Académie d'Angoumois, arts, lettres et sciences en Charente, fondée en 1964[102].
- Barbezieux-Saint-Hilaire : Société archéologique, historique et littéraire de Barbezieux, fondée en 1911[103].
- Cognac : Institut d'histoire et d'archéologie de Cognac et du Cognaçais, fondé en 1956[104].
- Confolens : Les Amis du vieux Confolens, fondée en 1972[105].
- La Rochefoucauld : Association pour l'histoire du pays rupificaldien, fondée en 1992[106].
- Segonzac : Groupe de recherche et d'études historiques de la Charente Saintongeaise, association fondée en 1978[107].

## Charente-Maritime

### La Rochelle
- Académie des belles-lettres, sciences et arts de La Rochelle, fondée en 1732.
- Société d'archéologie et d'histoire de l'Aunis, fondée en 1970.
- Fédération des sociétés savantes de la Charente-Maritime, fondée en 1974.
- Association des amis des archives de Charente-Maritime.
- Association pour l'histoire de l'administration des douanes françaises à La Rochelle.
- Société rochelaise d'histoire moderne et contemporaine, fondée en 2010.

### Autres communes de la Charente-Maritime
- Archiac : Association archéologique et historique jonzacaise, fondée en 1960.
- Ars-en-Ré : Association des amis de l'île de Ré, fondée en 1954.
- Bourcefranc-le-Chapus : Société d'histoire du canton de Marennes et des environs, fondée en 1998.
- Matha : Association culturelle du canton de Matha et sa publication : Les Cahiers de le mémoire.
- Pons : Société historique et archéologique de Pons et sa région, fondée en 1965.
- Rochefort-sur-Mer : Société de Géographie de Rochefort, héritière de la Société de Littérature, Sciences et Arts (fondée en 1806) qui devint en 1834, la Société d'Agriculture, Sciences et Belles Lettres et en 1879, la Société de Géographie de Rochefort.
- Saint-Jean-d'Angély :
  - Société d'archéologie des amis de Saint-Jean-d'Angély et de sa région, fondée en 1923.
  - Société d'ethnologie et de folklore du Centre-Ouest, fondée en 1961.
- Saintes :
  - Société d'archéologie et d'histoire de la Charente-Maritime, fondée en 1839, reconnue d'utilité publique en 1976.
  - Société des archives historiques de la Saintonge et de l'Aunis, fondée en 1874.
  - Académie de Saintonge, fondée en 1957.
- Saujon : Société d'histoire et d'archéologie en Saintonge maritime, fondée en 1979.
- Surgères : Société des sciences naturelles et humaines de Surgères, fondée en 1977.

## Cher
- Bourges :
  - Société d'archéologie et d'histoire du Berry, fondée en 1964 par la réunion de la Société historique du Cher (fondée en 1866) et la Société des Antiquaires du Centre (fondée en 1867). Publication: Cahiers d'archéologie et d'histoire du Berry[108].
  - Société numismatique et cartophile du Berry, fondée en 1976[109].
- Mehun-sur-Yèvre : Groupe historique archéologique Mehun-sur-Yèvre, fondé en 1980[110].
- Saint-Amand-Montrond : Cercle d'histoire et d'archéologie du Saint-Amandois, fondé en 1970.
- Sancerre : Centre d'étude historique et archéologique du Sancerrois, fondée en 2000[111].
- Vierzon : Amis du vieux Vierzon, fondée en 1961[112].

## Corrèze

### Tulle
- Société des lettres, sciences et arts de la Corrèze, fondée en 1878[113].
- Société historique et régionaliste du Bas-Limousin, fondée en 1893[114].
- Société d'ethnographie et d'arts populaires du Bas-Limousin, fondée en 1900[115].
- Société des études locales dans l'enseignement public[116].

### Autres communes de la Corrèze
- Bort-les-Orgues : Centre de recherches historiques et archéologiques de Bort Margerides, fondé en 1966[117].
- Brive-la-Gaillarde :
  - Société scientifique, historique et archéologique de la Corrèze, fondée en 1878. Elle édite depuis sa naissance un bulletin annuel d'environ 300 à 350 pages dont les articles portent sur l'histoire de la Corrèze, et tout particulièrement sur la vicomté de Turenne, à cheval sur le sud de la Corrèze et le Haut Quercy ; elle est aujourd'hui installée à Malemort (banlieue de Brive), au Jassou. Sa collection d'ouvrages régionaux va être déposée aux Archives municipales de Brive[118].
  - Atelier de recherches généalogiques et onomastiques.
  - Fraternité Edmond Michelet, fondée en 1971[119].
- Moustier-Ventadour : Carrefour Ventadour, fondée en 1986[120].
- Ussel : Société des archives historiques et du musée d'Ussel, fondée en 1975[121].

## Corse-du-Sud

### Ajaccio
- A Bandera, Société d’histoire Corse Méditerranée, à Ajaccio, fondée en 1979[122].
- A Mimoria, Ateliers de recherches en histoire locale et en Corse, fondée en 1984[123].
- Association archéologique régionale de la Corse, fondée en 1931[124].
- Association généalogique et héraldique à Ajaccio[125].
- Association pour la recherche archéologique sous-marine à Ajaccio, fondée en 1987[126].
- A Sciarabola, Société d'histoire d'Ajaccio, fondée en 1993[127].

### Autres communes de la Corse-du-Sud
- Bilia : Atelier du Je.
- Olmeto : Associu pà sustena e sparglija u parlà di a corsica suttana (dissoute en 2022).

## Haute-Corse

### Bastia
- Société des sciences historiques et naturelles de la Corse, à Bastia, fondée en décembre 1880[128].
- Association des chercheurs en sciences humaines (domaine corse), fondée en 1973.
- Association Franciscorsa, fondée en 1973.
- Fédération des associations et groupements pour les études corses.
- Comité corse des langues minorées.
- Association généalogique corse, fondée en 2003.

### Autres communes de la Haute-Corse
- Aléria : Association Alalia pour la défense et l'illustration du site historique d'Aleria, fondée en 1990.
- Castellare di Casinca : Fédération des associations et groupements pour les études corses, fondée en 1970.
- Corte :
  - Association historique et archéologique Ouenikion (du nom de l'agglomération corse citée par le géographe grec Ptolémée), fondée en 1981, publie le Bulletin archéologique et d'histoire de la Corse.
  - Société historique de Corte, fondée en 1990.
  - Cenestum, fondée en 2001.

## Côte-d'Or

### Dijon
- Académie des sciences, arts et belles-lettres de Dijon à Dijon, fondé en 1725.
- Association bourguignonne des sociétés savantes à Dijon, fondé en 1914.
- Société des Annales de Bourgogne à Dijon, fondé en 1929.
- Société pour l'histoire du droit et des institutions des anciens pays bourguignons à Dijon, fondé en 1934.
- Association pour le renouveau du vieux Dijon à Dijon, fondé en 1972.
- Comité d'histoire de la sécurité sociale de la région Bourgogne - Franche-Comté, fondé en 1973.
- Association pour la promotion des recherches sur l'âge du Bronze à Dijon, fondé en 2000.

### Autres communes de la Côte d'Or
- Beaune :
  - Société d'histoire et d'archéologie de Beaune, fondée en 1851 (fusionnée avec le Centre beaunois d'études historiques en 1986).
  - Centre beaunois d'études historiques fondé en 1978.
  - Centre d'histoire de la vigne et du vin, fondé en 1999.
- Châtillon-sur-Seine : Société archéologique et historique du Châtillonnais, fondée en 1882.
- Flavigny-sur-Ozerain : Société des amis de la cité de Flavigny, fondée en 1956.
- Mâlain : Groupe archéologique du Mesmontois, fondé en 1973.
- Montbard : Les Amis de la cité de Montbard, fondée en 1967.
- Saulieu : Les Amis du vieux Saulieu, fondée en 1965.
- Semur-en-Auxois : Société des sciences historiques et naturelles de Semur-en-Auxois, fondée en 1842.

## Côtes-d'Armor
- Collinée : Sauvegarde du patrimoine culturel du Mené.
- Lamballe : Les Amis de Lamballe et du Penthièvre, fondée en 1972.
- Lannion : Association pour la recherche et la sauvegarde des sites archéologiques du Trégor (ARSSAT).
- Paimpol :
  - Société d'études historiques et archéologique du Goëlo, créée en 1982. Publie un bulletin annuel nommé les Carnets du Goëlo.
  - Les Amis de l’abbaye de Beauport, fondée en 1992.
- Saint-Brieuc :
  - Société d'émulation des Côtes-d'Armor, fondée en 1861. Tables de la revue de 1861-1961[Note 3].
  - Centre généalogique des Côtes-d'Armor.

## Creuse
- Aubusson : Association IMAGES INNEES, éditeur de documents historiques ayant trait à la ville d'Aubusson et dont les membres développent un site collaboratif sur l'histoire et le patrimoine de la ville d'Aubusson.
- Bellegarde-en-Marche : Les amis de Bellegarde et du pays Franc-Alleu, fondée en 1992[129].
- Guéret : Société des sciences naturelles, archéologiques et historiques de la Creuse, fondée en 1832[130].

## Dordogne
- Brantôme : Les Amis de Brantôme, fondée en 1975.
- Chancelade : Association pour le développement de la recherche archéologique en Périgord, fondée en 1986.
- Les Eyzies-de-Tayac : Société d'études et de recherches préhistoriques des Eyzies, fondée en 1937.
- Monpazier : Groupe archéologique de Monpazier, fondé en 1979.
- Lalinde : Association de recherche historique des sites et traditions de la moyenne Dordogne, fondée en 1984.
- Montcaret : Société des amis de Montcaret et de sa région, fondée en 1946.
- Périgueux :
  - Société historique et archéologique du Périgord, fondée en 1874. Site shap.fr
  - Lo Bornat dau Périgord, École félibréenne du Périgord, fondée en 1901.
  - Cercle d'histoire et de généalogie du Périgord.
- Piégut-Pluviers : Groupe de recherches historiques du Nontronnais, fondé en 1977.
- Sarlat : Société d'art et d'histoire de Sarlat et du Périgord noir, fondée en 1973.
- Savignac-les-Eglises : Association culturelle du pays de Savignac, fondée en 1991.
- Varaignes : Foyer d'animation culturelle des villages du haut Périgord, fondé en 1977.

## Doubs

### Besançon
- Académie des sciences, belles-lettres et arts de Besançon et de Franche-Comté à Besançon, fondée en 1752.
- Société d'émulation du Doubs, à Besançon, fondée en 1840.
- Amis des musées et des bibliothèques de Besançon.
- Association astronomique de Franche-Comté, Besançon.
- Association du livre et des auteurs comtois, Besançon.
- Association de défense de la langue française - section Franche-Comté, Besançon.

### Autres communes du Doubs
- Montbéliard : Société d'émulation de Montbéliard, fondée en 1851.
- Quingey : Les Amis du Musée Cuvier.

## Drôme
- Bourg-lès-Valence : Académie drômoise des lettres, sciences et arts, fondée en 1784 et refondée en 1957.
- Buis-les-Baronnies : Les Amis du Buis et des Baronnies, fondée en 1964.
- Châteauneuf-du-Rhône : Découverte et mémoire castelneuvoises, fondée en 1999.
- Die : Dea Augusta, fondée en 1991.
- Marches : Les amis de Léoncel, fondée en 1974.
- Montélimar :
  - Cercle généalogique de la Drôme provençale, fondé en 1993.
  - Société archéologique et numismatique de la Drôme, fondée en 2001.
- Nyons : Société d'études nyonsaises, fondée en 1982.
- Romans-sur-Isère :
  - Société de sauvegarde des monuments anciens de la Drôme, fondée en 1964.
  - Société d'études historiques Romans - Bourg de Péage, fondée en 2010.
- Saint-Paul-Trois-Châteaux : Société d'archéologie de sauvegarde de Saint-Paul-Trois-Châteaux.
- Valence :
  - Société d'archéologie, d'histoire et de géographie de la Drôme, fondée en 1866. Édite la Revue drômoise.
  - Centre d'archéologie préhistorique de Valence, fondé en 1970.

## Eure
- Bernay : Les Amis de Bernay, fondée en 1967.
- Brionne : Les Amis des monuments et des sites de l'Eure, fondée en 1927.
- Évreux :
  - Société libre d'agriculture, sciences, arts et belles-lettres de l'Eure, fondée en 1798.
  - Société parisienne d'histoire et d'archéologie normandes, fondée en 1946.
  - Cercle généalogique de l'Eure à Évreux, fondé en 1977.
- Louviers : Société d’études diverses de Louviers et sa région, fondée en 1893.
- Lyons-la-Forêt : Les Amis de Lyons-la-Forêt, fondée en 1929.
- Pont-Audemer : Connaissance de Pont-Audemer et de sa région, fondée en 1799.
- Verneuil-sur-Avre : Association pour la sauvegarde des édifices vernoliens.
- Vernon : Cercle d'études vernonnais, fondé en 1955.

## Eure-et-Loir
- Anet : Les Amis d'Anet et syndicat d'initiative, fondée en 1914.
- Auneau : Société alneloise d'archéologie et d'histoire locale.
- Bonneval : Les amis de Bonneval, fondée en 1948.
- Chartres :
  - Société archéologique d'Eure-et-Loir (SAEL), fondée en 1856.
  - Société généalogique d'Eure-et-Loir.
- Châteaudun : Société dunoise d'archéologie, histoire, sciences et arts, fondé en 1864.
- Dreux : Société d'histoire et d'archéologie du Drouais et du Thymerais (SHADT), fondée en 1986.
- Illiers-Combray : Société des amis de Marcel Proust et des amis de Combray, fondée en 1947.
- Maintenon : Comité archéologique d'Eure-et-Loir, fondé en 1989.
- Meslay-le-Grenet : Association pour l’étude des danses macabres, fondé en 1987.
- Senonches : Groupe d'histoire locale du Perche senonchois, fondé en 1981.

## Finistère
- Brest : Société d'études de Brest et du Léon (SEBL), fondée en 1954.
- Carhaix-Plouguer : Centre généalogique et historique du Poher, fondé en 1995.
- Douarnenez : Fédération régionale pour la culture et le patrimoine maritimes en Bretagne, fondée en 1979.
- Landévennec : Centre international de recherche et de documentation sur le monachisme celtique (CIRDOMOC), fondé en 1986.
- Quimper :
  - Société archéologique du Finistère (SAF), créée en 1873, a fondé le musée départemental breton. Table de la revue de 1873 à 2002[Note 3].
  - Société finistérienne d'histoire et d'archéologie, Quimper, créée en 1978, s'occupe de la restauration de petits édifices et d'étudier l'histoire du Finistère.

## Gard

### Nîmes
- Académie de Nîmes, fondée en 1665.
- Société d'histoire du diocèse de Nîmes, fondée en 1876 sous le nom de Comité de l'art chrétien.
- Nemausa, société félibréenne, fondée en 1900 et dissoute en 1930.
- École antique de Nîmes, fondée en 1920.
- Société La Tour Magne, fondée en 1831[131].
- Association internationale des amis de Valéry Larbaud, fondée en 1967.
- Société d'histoire du protestantisme de Nîmes et du Gard, fondée en 1977.
- Société d'histoire moderne et contemporaine de Nîmes et du Gard, fondée en 1980.
- École de Nîmes-Charles Gide, fondée en 2001.

### Alès
- Société cévenole de spéléologie et de préhistoire, fondé en 1963.
- Groupe alésien de recherche archéologique, fondé en 1970.
- Association géologique d'Alès et sa région, fondée en 1982.
- Académie cévenole, fondée à Alès en 1988[132].

### Autres communes du Gard
- La Fédération archéologique et historique du Gard (FAHG), créée le 15 janvier 2005, et issue d'une refonte de l'Association pour la sauvegarde du patrimoine archéologique et historique du Gard (ASPAHG) fondée en 1979 par Jean Salles et Pierre Valette. Elle chapeaute plusieurs sociétés savantes gardoises.

But : la sauvegarde du patrimoine, sa mise en valeur et servir de point de rencontre entre les associations ayant le même intérêt, ou qui s'intéressent à l'archéologie, l'histoire locale, l'architecture vernaculaire (pierre sèche, fontaines, lavoirs, vieux outils ou livres, l'ethnologie ou la généalogie dans le département du Gard.
Revue : revue semestrielle Patrimoine 30.
- Aigues-Mortes :Société d'histoire et d'archéologie d'Aigues-Mortes,fondée en 1970.
- Aimargues : Litoraria, fondée en 2001.
- Bagnols-sur-Cèze :
  - Société d'étude des civilisations antiques bas-rhodaniennes, fondée en 1958.
  - Société bagnolaise des sciences historiques et naturelles.

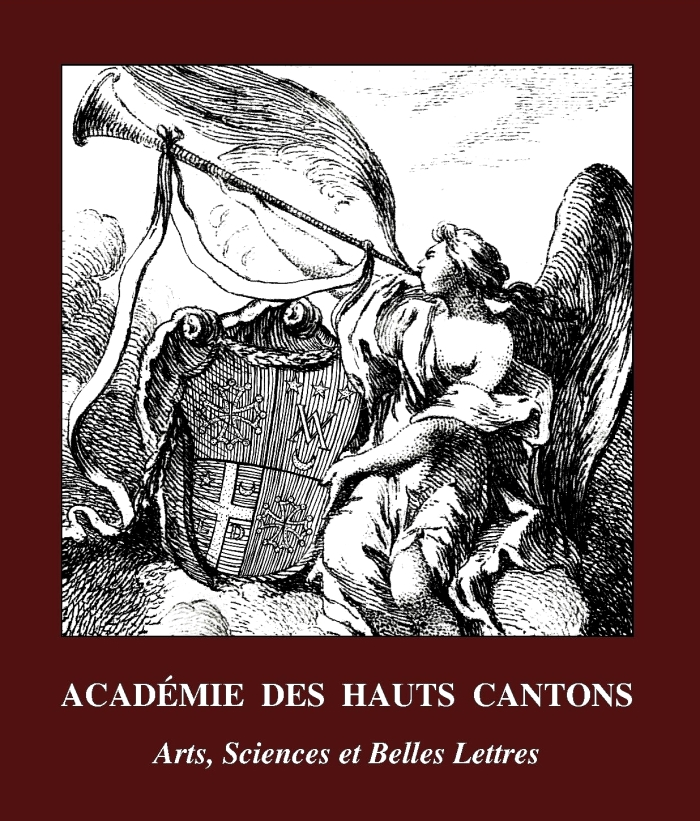
Emblème de l'Académie des Hauts Cantons.

- Beaucaire : Société d'histoire et d'archéologie de Beaucaire, fondée en 1960.
- Caveirac : Association pour la recherche archéologique en Languedoc oriental (ARALO), fondée en 1974[133].
- Congénies : Association Guillaume de Nogaret, histoire médiévale en Bas-Languedoc, fondée en 2011.
- Génolhac : Lien des chercheurs cévenols, fondée en 1971.
- Milhaud : Association égyptologique du Gard, fondée en 1999.
- Pont-Saint-Esprit :
  - Centre de recherches cartusiennes, fondé en 1988.
  - Société d'histoire et d'archéologie de Pont-Saint-Esprit.
- Saint-Gilles : Association d'histoire, d'archéologie et de sauvegarde de Saint-Gilles, fondée en 1961.
- Uzès :
  - Association des amis du musée d'Uzès - Georges Borias, fondée en 1950.
  - Histoire et civilisation de l'Uzège, fondée en 1983.
- Le Vigan : Académie des Hauts Cantons, fondée en 2006.
- Villeneuve-lès-Avignon : Société d'histoire et d'archéologie, Villeneuve-lez-Avignon, fondée en 1976.

## Haute-Garonne

### Toulouse
- Académie des jeux floraux, fondée en 1323.
- Académie des sciences, inscriptions et belles-lettres de Toulouse, fondée en 1640.
- Société archéologique du Midi de la France, fondée en 1831.
- Académie de législation de Toulouse, fondée en 1851.
- Société de géographie de Toulouse, fondée en 1882.
- Union des académies et sociétés savantes de l'Hôtel d'Assézat, fondée en 1894.
- Les Toulousains de Toulouse et Amis du vieux Toulouse, fondée en 1904.
- Société toulousaine de philosophie, fondée en 1928.
- Société toulousaine d'études classiques, fondée en 1936.
- Académie toulousaine d'histoire et d'arts militaires, fondée en 1944.
- Société méridionale de spéléologie et de préhistoire, fondée en 1947.
- Fédération historique de Midi-Pyrénées, fondée en 1952.
- Société d'histoire des communications du Midi de la France, fondée en 1955.
- Archistra : Centre d'études et de recherches d'histoire de la France méridionale, fondée en 1960.
- Association internationale d'études occitanes, fondée en 1981.
- Association des amis des archives de la Haute-Garonne, fondée en 1982.
- Amis du musée Paul Dupuy, fondée en 1985.
- Amis d'Augustus Saint-Gaudens, fondée en 1988.
- Amis du musée Saint-Raymond, fondée en 1989.
- Association de coopération interrégionale Les chemins de Saint-Jacques de Compostelle, fondée en 1990.
- Association du musée postal des anciens ambulants de Toulouse, fondée en 1994.
- Riquet et son canal, fondée en 1995.
- Académie des arts et des sciences du pastel.
- Association des Amis de l'hôtel d'Assézat.
- Institut d'études méridionales.
- Amis du musée des Augustins.

### Autres communes de la Haute-Garonne
- Bagnères-de-Luchon : Académie Julien Sacaze, fondée en 1922.
- Bérat : Savès-patrimoine.
- Muret : Société du patrimoine de Muretain.
- Nébouzan : Société d’études et de recherches de l’ancien pays de Nébouzan.
- Saint-Gaudens : Société des études du Comminges, fondée en 1884.

## Gers
- Auch :
  - Société historique de Gascogne, fondée en 1869.
  - Société archéologique, historique, littéraire et scientifique du Gers, fondée en 1891. Président : Georges Courtès.

## Gironde

### Bordeaux
- Académie des sciences, belles-lettres et arts de Bordeaux, fondée en 1712.
- Société Archéologique de Bordeaux[134].
- Union scientifique d'Aquitaine, fondée en 1979, fédère les sociétés scientifiques "loi 1901" dont le siège est à l'hôtel Calvet, 1 place Bardineau à Bordeaux.

L'Hôtel des Sociétés savantes, juste à côté du Muséum d’histoire naturelle (Jardin public), accueille l'Académie des sciences et belles lettres de Bordeaux au premier étage. Au-dessus, se trouvent les locaux de dix sociétés de l'Union scientifique d'Aquitaine :
- Société spéléologique et préhistorique de Bordeaux.
- Société d’anthropologie du sud-ouest.
- Cercle généalogique du sud-ouest.
- Apistoria, société d’études et de recherches sur l’apiculture traditionnelle.

### Autres commune de la Gironde
- Arcachon : Société Historique et Archéologique d'Arcachon et du Pays de Buch, fondée en 1971[135].
- Blaye : Société des amis du vieux Blaye, fondée en 1938.
- Coutras : Groupe de recherches archéologiques et historiques de Coutras, fondé en 1977.
- Libourne : Société historique et archéologique de Libourne, fondée en 1932.
- Pauillac : Société archéologique et historique du Médoc, fondée en 1966.
- Saint-Émilion : Société d'histoire et d'archéologie de Saint-Émilion, fondée en 1904.
- Sainte-Foy-la-Grande :
  - Les Amis de Sainte-Foy et sa région, société d'histoire fondée en 1948 statuts déposés en 1967.
  - Centre d'études et de réflexions en préhistoire et histoire de Sainte-Foy-la-Grande, fondé en 1972.
  - Société de l'histoire du protestantisme dans la vallée de la Dordogne, fondée en 1994.

## Hérault

### Montpellier
- Académie des sciences et lettres de Montpellier, fondée en 1706.
- Société archéologique de Montpellier, fondée en 1833, ayant eu comme premier président Joseph Renouvier.
- Fédération historique du Languedoc méditerranéen et du Roussillon à Montpellier, fondée en 1927.
- Société montpelliéraine d'histoire de la médecine, fondée en 1933.
- Société d'histoire du droit et des institutions des anciens pays de droit écrit, fondée en 1946.
- Association internationale du droit nucléaire, fondée en 1992.
- Les Amis du centre d'histoire moderne, fondée en 1995.
- Comité d'histoire de la sécurité sociale Languedoc-Roussillon, fondé en 1999.
- Société languedocienne d'études numismatiques.
- Association de recherche historique sur les télécommunications dans l'Hérault, la Lozère et le Gard.
- Association Études héraultaises.
- Centre régional de la productivité et des études économiques.

### Autres communes de l'Hérault
- Agde :
  - Groupe de recherche archéologique de l'Agde.
  - Groupe de recherches historiques agathoises, fondé en 2009.
- Béziers :
  - Société archéologique, scientifique et littéraire de Béziers, fondée en 1834.
  - Société d'étude Guillaume-Thomas Raynal, fondée en 1994.
- Clermont-l'Hérault : Groupe de recherche et d'études du Clermontais, fondé en 1973.
- Lamalou-les-Bains : Société archéologique et historique des hauts cantons de l'Hérault.
- Lattes : Association pour le développement de l'archéologie en Languedoc-Roussillon (ADAL), fondée en 1974[136].
- Lunel-Viel : Groupe archéologique des cantons de Lunel et Mauguio.
- Saint-Pons-de-Thomières : Groupe archéologique du Saint-Ponais, fondé en 1971.
- Sète : Société d'études historiques et scientifiques de Sète et sa région, fondée en 1963.

## Ille-et-Vilaine

### Rennes

- Association bretonne, créée en 1843, à Rennes, sous le nom d'« Union régionale bretonne », initialement préoccupée du développement de l'agriculture, ses intérêts se sont étendus à un grand nombre de domaines. Tables de la revue de 1847 à 1887[Note 3].
- Société archéologique et historique d'Ille-et-Vilaine (SAHIV), Rennes, créée en 1844, existant depuis 1801 sous le nom de « Société des sciences et arts de Rennes », puis « Institut départemental de Rennes ». Mémoires annuels depuis 1861. Tables de la revue de 1844-1994[Note 3].
- Société d'histoire et d'archéologie de Bretagne (SHAB), créée en 1920[Note 3].
- Fédération des sociétés historiques de Bretagne, créée en 1948, Rennes, son organe exécutif est la Société d'histoire et d'archéologie de Bretagne.
- Fédération des sociétés historiques et savantes de Bretagne, fondée en 1948.
- Dastum, fondée à Rennes, en 1972. sauvegarde et la diffusion du patrimoine oral de l’ensemble de la Bretagne historique.
- Association pour la diffusion des recherches archéologiques dans l'Ouest de la France, fondée en 1983.
- Association Manche Atlantique pour la recherche archéologique dans les îles, fondée en 1988.
- Archéologie en Bretagne (Rennes).

### Autres communes d'Ille-et-Vilaine
- Antrain : Association pour la Promotion du Patrimoine de l'Antrainais et du Coglais, fondée en 1982.
- Combourg : Société historique et patrimoniale de la Bretagne Romantique.
- Dol de Bretagne : Association François-Duine, société populaire d'histoire du Pays de Dol, fondée en 1967.
- Fougères : Société d'histoire et d'archéologie du Pays de Fougères, fondée en 1913 - table de la revue de 1957 à 1992[Note 3]. Existant déjà sous le nom de « Comité du vieux Fougères ». Connaissance et préservation du patrimoine local, histoire de la révolution et la Contre-Révolution, du Moyen Âge, la littérature.
- Javené : Club javénéen d'histoire locale.
- Redon : Association pour la protection du patrimoine historique redonnais, fondée en 1988.
- Saint-Malo :
  - Société d'histoire et d'archéologie de l'arrondissement de Saint-Malo, créée en 1899, table de la revue ?-1995[Note 3].
  - Association malouine des amis de Jacques Cartier, fondée en 1969.
  - Centre régional d'archéologie d'Alet (CRAA), fondé en 1967.

## Indre
- Buzançais : Groupe d'histoire et d'archéologie de Buzançais, fondée en 1969.
- Châteauroux : Académie du Centre, fondée en 1878.
- La Châtre : Académie du Berry.
- Éguzon : Association pour la sauvegarde du patrimoine historique et archéologique de la région d'Éguzon, fondée en 1984.
- Montgivray : Les Amis de George Sand, fondé en 1975.
- Saint-Gaultier : Société d'études historiques du canton de Saint-Gaultier, fondée en 1983.
- Saint-Marcel : Association pour la sauvegarde du site archéologique d'Argentomagus, fondée en 1962.

## Indre-et-Loire

### Tours
- Académie des sciences, arts et belles-lettres de Touraine à Tours, fondée en 1761.
- Société archéologique de Touraine à Tours, fondée en 1840[137].
- Les amis de Rabelais et de la Devinière à Tours, fondée en 1948.
- Les Amis de Saint-François de Paule à Tours, fondée en 1953.
- Centre généalogique de Touraine à Tours, fondé en 1971.
- Société des amis de Jean Giraudoux à Tours, fondée en 1971.
- Association en région Centre pour l'histoire et l'archéologie à Tours, fondée en 1990.
- Société géologique de Touraine à Tours.

### Autres communes d'Indre-et-Loire
- Amboise : Association des amis de Léonard de Vinci.
- Chinon : Société d'histoire de Chinon, Vienne & Loire, fondée en 1905.
- Esvres-sur-Indre : Association de sauvegarde pour le patrimoine d'Esvres, fondée en 2003.
- Loches : Les Amis du Pays Lochois.
- La Riche : Les amis de Ronsard et du prieuré de Saint-Cosme, fondée en 1948.
- Saché : Société Honoré de Balzac de Touraine, les amis de Saché, fondée en 1950.
- Sainte-Maure-de-Touraine : Société des amis du patrimoine de Sainte-Maure-de-Touraine.

## Isère

### Grenoble
- Académie delphinale  à Grenoble fondée en 1772.
- Société dauphinoise d'ethnologie et d'archéologie à Grenoble, fondée en 1894.
- Société alpine de philosophie à Grenoble, fondée en 1950.
- Patrimoine et développement - Comité de sauvegarde du vieux Grenoble à Grenoble, fondé en 1965.
- Centre alpin et rhodanien d'ethnologie à Grenoble, fondée en 1975.
- Association valorisation illustration du patrimoine architectural régional à Grenoble, fondée en 1987.

### Autres communes de l'Isère
- Bourgoin-Jallieu : Société des amis des arts de Bourgoin-Jallieu, fondée en 1995.
- Pontcharra :
  - Les amis de Bayard, fondée en 1928.
  - Pontcharra, patrimoine et histoire, fondée en 1995.
- Septème : Société française d'histoire du sport.
- Vienne : Société des amis de Vienne, fondée en 1904.
- Vif :
  - Association des Amis de la Vallée de la Gresse et ses environs, patrimoine et histoire, fondée en 1977.
  - Centre de recherche historique de La Poste en Dauphiné, fondé en 1979.
- Voiron : Association histoire et patrimoine du pays voironnais, fondée en 1980.

## Jura
- Lons-le-Saunier : Société d'émulation du Jura, fondée en 1817 ou en 1818. Elle eut comme membres[138] Rouget de Lisle, Marie François Xavier Bichat, Louis Pasteur, Victor Hugo, Lamartine, Nodier et Xavier Marmier.
- Saint-Claude : Les Amis du vieux Saint-Claude, fondée en 1974.
- Saint-Laurent-en-Grandvaux : Les Amis du Grandvaux, fondée en 1975.
- Salins-les-Bains : Association scientifique et historique de Salins-les-Bains, fondée en 1984.
- Villers-Robert : Société des amis de Marcel Aymé, fondée en 1982.

## Landes
- Brassempouy : Société des amis de Brassempouy, fondée en 1981.
- Dax :
  - Société de Borda, sciences, lettres et arts des Landes, créée en 1876[139].
  - Centre généalogique des Landes, fondé en 1986.
- Hossegor : Association littéraire des amis du lac d'Hossegor, fondée en 1909.
- Mont-de-Marsan :
  - Association landaise de recherches et de sauvegarde.
  - Association des amis des archives des Landes.
- Saint-Sever : Groupe de recherches archéologiques de Saint-Sever, fondé en 1981.
- Sorde-l'Abbaye : Société des amis de Sorde l'Abbaye, du pays d'Orthe et des chemins de Saint-Jacques, fondée en 1954.

## Loir-et-Cher
- Blois :
  - Société des sciences et lettres de Loir-et-Cher, fondée en 1832, 11 rue du Bourg-Neuf 41000 Blois.
  - Les amis du vieux Blois à Blois, fondée en 1966.
  - Cercle généalogique de Loir-et-Cher.
- Coulanges : Vallée de la Cisse, fondée en 1963.
- Lamotte-Beuvron : Groupe de recherches archéologiques et historiques de Sologne, fondé en 1979.
- Montrichard : Les amis du vieux Montrichard, fondée en 1948.
- Romorantin-Lanthenay : Société d'art, d'histoire et d'archéologie de la Sologne, fondée en 1911.
- Selles-sur-Cher : Les Amis du vieux Selles, fondée en 1979.
- Vendôme : Société archéologique du Vendômois, fondée en 1862.

## Loire

### Saint-Étienne
- Société d'agriculture, industrie, sciences, arts et belles-lettres de la Loire à Saint-Étienne, fondée en 1809.
- Histoire et Patrimoine de Saint-Étienne, fondée en 1930, nom actuel, 2010.
- Le Caveau stéphanois à Saint-Étienne, fondé en 1883.
- Fédération des sociétés savantes du département de la Loire à Saint-Étienne, fondée en 1982.
- Les Amis de Jules Vallès à Saint-Étienne, fondée en 1984.
- Association généalogique de la Loire à Saint-Étienne.

### Roanne
- Groupe de recherches archéologiques et historiques du Roannais, fondé en 1959 à Roanne.
- Société préhistorique de la Loire, fondée en 1970.
- Écomusée du Roannais, fondé en 1982.
- Ceux du Roannais, fondée en 1982.

### Autres communes de la Loire
- Boën-sur-Lignon : le château de Boën, fondé en 1977 concernant le château de Chabert[140].
- Firminy : Société d'histoire de Firminy, fondée en 1967[141].
- Montbrison : La Diana, Société historique et archéologique du Forez, fondée en 1862[142].
- Montverdun : Association des amis du Pic, fondé en 1968[143].
- Saint-Chamond : Les Amis du vieux Saint-Chamond, fondée en 1974[144].
- Saint-Galmier : Les Amis du vieux Saint-Galmier, fondée en 1944[145].
- Saint-Priest-en-Jarez : Société d'agriculture, industrie, sciences, arts et belles-lettres de la Loire, fondée en 1786[146].
- Saint-Romain-le-Puy : Association d'animation du Prieuré Aldebertus, fondé en 1981 concernant le prieuré[147].
- Saint-Just-Saint-Rambert : 
  - Groupe de recherches archéologiques de la Loire (GRAL), fondée en 1989[148].
  - Les Amis du vieux Saint-Just-Saint-Rambert, fondée en 1963[149].
  - Liaison inter groupes d'études régionales, fondée en 1982[150].

## Loire-Atlantique

### Nantes
- Société académique de Nantes et de Loire-Atlantique, fondée à Nantes en 1798.
- Société archéologique et historique de Nantes et de Loire-Atlantique, fondée en 1845[Note 3].
- Société nantaise de préhistoire (SNP), fondée en 1951.
- Comité nantais de documentation historique de la Marine, Nantes, fondé en 1968.
- Société française d'histoire maritime, (SFHM), fondée en 1978.
- Nantes histoire, fondée en 1987.
- Association d'études préhistoriques et historiques des pays de la Loire.

### Autres communes de Loire-Atlantique
- Ancenis : Association de recherches sur la région d'Ancenis (ARRA).
- La Bernerie-en-Retz : Société d'études et de recherches historiques sur le Pays de Retz.
- Le Croisic : Société des amis du Croisic.
- Guérande : Société des amis de Guérande.
- Saint-Nazaire :
  - Histoire et culture en région nazairienne, fondée en 2010.
  - Association préhistorique et historique de la région nazairienne (APHRN), fondée en 1969[151], qui publie Histoire & Patrimoine, la revue d'histoire locale de la Région Nazairienne et de la Presqu'île Guérandaise.

## Haute-Loire
- Brioude : Société de l'Almanach de Brioude, fondée en 1920, qui publie L'Almanach de Brioude et de son arrondissement[152].
- Craponne-sur-Arzon : 
  - Société d'histoire de la région de Craponne en Velay.
  - Groupe de recherche et d'étude de l'histoire de Craponne et musée de la Blanchisserie, fondé en 1983[153]
- Le Chambon-sur-Lignon : Société d'histoire de la Montagne, fondée en 1973[154].
- Espaly-Saint-Marcel : Les amis de l'histoire des PTT en Haute-Loire, fondée en 1984[155].
- Monistrol-sur-Loire :
  - Société d'histoire de Monistrol, fondée en 1983, qui publie les Chroniques monistroliennes[156].
  - Groupe de recherche archéologique vellave, fondée en 2007[157].
- Le Puy-en-Velay :
  - Société Académique du Puy-en-Velay et de la Haute-Loire, fondée en 1798, qui publie le Bulletin de la Société académique du Puy-en-Velay et de la Haute-Loire[158].
  - Association des Cahiers de la Haute-Loire, fondée en 1965, qui publie les Cahiers de la Haute-Loire[159].
- Retournac : Les amis d'Artias, fondée en 1973[160].
- Saugues : Montchauvet Archéologie et Patrimoine, fondée en 1965, qui gère le village médiéval déserté de Montchauvet et publie Les Dossiers de Montchauvet.

## Loiret

### Orléans
- Académie d'Orléans à Orléans, fondée en 1809.
- Société archéologique et historique de l'Orléanais à Orléans, fondée en 1848.
- Fédération archéologique du Loiret à Orléans, fondée en 1974.
- Association des amis du centre Jeanne d'Arc à Orléans, fondée en 1974.

### Autres communes du Loiret
- Artenay : Groupement archéologique et historique de la région d'Artenay.
- Beaugency : Société archéologique et historique de Beaugency.
- Châteauneuf-sur-Loire : Association des amis du musée de la marine de Loire.
- Châtillon-sur-Loire : Catellio.
- Cléry-Saint-André : Les Amis de Cléry.
- Gien : Société historique et archéologique du Giennois.
- Meung-sur-Loire : Société archéologique de Meung-sur-Loire.
- Montargis :
  - Société d'émulation de l'arrondissement de Montargis, fondée en 1853.
  - Amis du vieux Montargis.
- Neuville-aux-Bois : Société archéologique neuvilloise.
- Olivet : Association pour la recherche historique postes et télécommunications région Centre.
- Pithiviers-le-Vieil : 3000 ans d'histoire à Pithiviers-le-Vieil, fondée en 2002.
- Puiseaux : Société archéologique de la région de Puiseaux.
- Saint-Jean-de-Braye : Les Amis de Saint-Jacques dans le Loiret.
- Sceaux-du-Gâtinais : Association archéologique Segeta.
- Villereau : Association pour un centre de recherche sur les arts du spectacle aux XVIIe et XVIIIe siècles.
- Vienne-en-Val : Société archéologique et historique de Vienne-en-Val.

## Lot
- Cabrerets : Préhistoire du Sud-Ouest, fondée en 1984.
- Cahors :
  - Société des études littéraires, scientifiques et artistiques du Lot, fondée en 1872, affiliée à la Fédération historique de Midi-Pyrénées.
  - Association Quercy-recherche, fondée en 1974.
  - Centre interdisciplinaire de recherches et d'études sur le Quercy.
- Labastide-Murat : Les Amis du musée Murat, fondée en 1957

## Lot-et-Garonne
- Agen : Académie des Sciences, Lettres et Arts d'Agen, fondée en 1776, édite la Revue de l'Agenais[161]. Affiliée à la Fédération Historique du Sud Ouest.
- Clairac : Société des amis de Clairac[162], fondée en 2018. Édite les actes des colloques de Clairac avec l'Académie des Sciences, Lettres et Arts d'Agen.
- Marmande : Association des amis du vieux Marmande et du musée Albert Marzelles, fondée en 1975.
- Nérac :
  - Les Amis du Vieux Nérac, 8 bis rue Schumann, édite le Bulletin des AVN, et les ouvrages des Éditions d'Albret.
  - Société archéologique et historique de l'Albret, 26 avenue Maurice Rontin 47600 Nérac, édite un Bulletin annuel d'histoire et d'archéologie du sud du Lot et Garonne.
- Villeneuve-sur-Lot : Société archéologique et historique de Villeneuve-sur-Lot, fondée en 1975.

## Lozère
- Florac : Les Amis des Cévennes, fondée en 1968[163].
- Mende :
  - Société des Lettres, Sciences et Arts de la Lozère, fondée en 1819, reconnue d’utilité publique en 1856[164].
  - Centre d'études et de recherches littéraires et scientifiques de Mende, fondé en 1972[165].
  - Association paléontologique des hauts plateaux du Languedoc, fondée en 2005[166].

## Maine-et-Loire

### Angers
- Académie des Sciences, Belles Lettres et Arts d'Angers, fondée en 1685.
- Société d'Agriculture, Sciences et Arts d'Angers qui vit le jour en 1828 et reprit les travaux de l'Académie angevine de 1685 et eut une section archéologique dès 1846
- La plume angevine, fondée en 1960.
- Société des études angevines, fondée en 1981.
- Association des amis des archives d'Anjou, fondée en 1996.
- Conservatoire du souvenir de La Poste et de France Télécom.

### Autres communes de Maine-et-Loire
- Cholet : Société des sciences, lettres et arts de Cholet.
- Montrevault : Association Histoire des Mauges, fondée en 2003.
- Saumur : Société des lettres, sciences et arts du Saumurois, fondée en 1910.
- Recherches Archéologiques dans le Bassin de la Loire et de l'Evre (R.A.B.L.E), fondée en 2004.

## Manche
- Avranches : Société d’archéologie d'Avranches, Mortain et Granville, fondée en 1835.
- Cherbourg : Société nationale académique de Cherbourg, fondée en 1755.
- Coutances :
  - Société académique du Cotentin, fondée en 1872.
  - Cercle de généalogie et d'histoire locale de Coutances et du Cotentin, fondé en 1979.
- Le Mont-Saint-Michel : Association les amis du Mont-Saint-Michel.
- Saint-Lô : Société d'agriculture, d'archéologie et d'histoire naturelle du département de la Manche, fondée en 1836.
- Valognes : Société d’archéologie de Valognes, fondée en 1878.
- Société d’histoire et d’archéologie du Mortainais, fondée en 1911.

## Marne

### Reims
- Académie nationale de Reims, créée le 6 décembre 1841 et reconnue d'utilité publique le 15 décembre 1846
- Société archéologique champenoise à Reims, fondée en 1907.
- Société des amis du vieux Reims, fondée le 3 février 1909 par Hugues Krafft, reconnue d'utilité publique en 1913.
- Groupe d'études archéologiques Champagne-Ardenne à Reims, fondé en 1966.
- Mémoire du baptême de Clovis à Reims, fondée en 1992.
- Association pour le patrimoine industriel de Champagne-Ardenne à Reims, fondée en 1997.

### Autres communes de la Marne
- Châlons-en-Champagne : Société d'agriculture, commerce, sciences et arts du département de la Marne, fondée en 1750.
- Épernay : Société des arts, sciences et histoire d'Épernay et sa région, fondée en 1953.
- Le Meix-Saint-Epoing : Sezannia, Cercle d'histoire de Sézanne et ses environs, fondée en 2004.
- Vitry-le-François : Société des sciences et arts de Vitry-le-François fondée en 1861.

## Haute-Marne
- Bourmont : Société historique et archéologique de Bourmont.
- Chaumont :
  - Société des sciences naturelles et d'archéologie de la Haute-Marne, fondée en 1904.
  - Les Cahiers hauts-marnais, revue fondée en 1946, par les Archives Départementales de la Haute-Marne.
- Eurville-Bienville : Société des lettres, des sciences, des arts, de l'agriculture et de l'Industrie de Saint-Dizier, fondée en 1880.
- Langres :
  - Société historique et archéologique de Langres fondée en 1835.
  - Société Diderot, fondée en 1985.

## Mayenne
- Changé-lès-Laval : Société d'archéologie et d'histoire de la Mayenne, fondée en 1878.
- Château-Gontier : Présence du Haut-Anjou, fondée en 2010[167].
- Laval : Cercle généalogique de la Mayenne, fondé en 2004.

## Meurthe-et-Moselle

### Nancy

Logo de l'Académie de Stanislas.

- Académie de Stanislas, fondée en 1750 à Nancy.
- Société d'histoire de la Lorraine et du Musée Lorrain, fondée en 1848.
- Cercle généalogique de Lorraine, fondé en 1970.
- Société Thierry Alix - Association de soutien des Archives publiques de Lorraine, fondée en 1981.
- Société d'histoire de Nancy[168], fondée en 1986.
- Archives modernes d'architecture lorraine, fondée en 1987.

### Autres communes de Meurthe-et-Moselle
- Baccarat : Société d'archéologie et d'histoire du canton de Baccarat.
- Deneuvre : Société d'archéologie de Deneuvre, fondée en 1974.
- Jœuf : Cercle pour la promotion de l'histoire de Jœuf, fondée en 1988.
- Laxou :
  - Amis de l'histoire des Postes et des télécommunications en Lorraine, fondée en 1980
  - Fédération nationale des associations de personnel de La Poste, fondée en 1984.
- Longwy : Association des amis du vieux Longwy et du Pays-Haut, fondée en 1956.
- Neuves-Maisons : Atelier mémoire ouvrière du foyer des jeunes et d'éducation populaire.
- Petitmont : En pays de Petitmont, fondée en 1998.
- Toul : Cercle d'études locales du Toulois, fondée en 1949.
- Vandoeuvre-lès-Nancy : association des amis des arts et de l'histoire de Vandoeuvre[169], fondée en 1983.

## Meuse
- Bar-le-Duc : Société des Lettres, Sciences et Arts de Bar-le-Duc, fondée en 1870.
- Montmédy : Société des naturalistes et archéologues du nord de la Meuse, fondée en 1889.
- Les Islettes : Association des Amis du Verre d'Argonne.
- Verdun : Société philomathique de Verdun, fondée en 1822.

## Morbihan

### Vannes
- Société polymathique du Morbihan (SPM), à Vannes, fondée en 1826, intérêts pour l'archéologie, l'histoire, les sciences, les arts. Deux publications périodiques : Bulletin de la Société polymathique du Morbihan (mensuelle) ; Mémoires de la Société polymathique du Morbihan (annuelle). Table de la revue de 1826 à 1996[Note 3].
- Société archéologique du Morbihan à Vannes, fondée en 1858.
- Centre d'études et de recherches du Morbihan, à Vannes, fondée en 1977.
- Association des écrivains bretons à Vannes, fondée en 1978.
- Comité d'information et de liaison pour l'archéologie à Vannes, fondé en 1978.

### Autres communes du Morbihan
- Arzon : Association culturelle de sauvegarde et de mise en valeur du patrimoine arzonnais, fondée en 2002.
- Auray : Société d'histoire et d'archéologie du Pays d'Auray (SHAPA), fondée en 1984.
- Baud : Groupe d'histoire du pays de Baud, fondé en 2001.
- Damgan : Damgan et son histoire.
- Gestel : Comité d’histoire locale de Gestel, fondé en 2002.
- Île de Groix : Association La Mouette.
- Locmaria : Société historique de Belle-Île-en-Mer, fondée en 1991.
- Lorient :
  - Société d'archéologie et d'histoire du pays de Lorient (SAHPL), fondée en 1969.
  - Cercle généalogique Sud-Bretagne Morbihan, fondé en 1986.
  - Bretagne culture diversité, fondée en 2012.
- Mauron : Centre généalogique centre-est Bretagne, fondé en 2002.
- Plœmeur : Comité d'histoire du pays de Plœmeur, fondée en 1990.
- Port-Louis : Centre d'animation historique du pays de Port-Louis, fondé en 1989.

## Moselle

### Metz
- Académie nationale de Metz fondée en 1760.
- Renaissance du vieux Metz, fondée en 1970.
- Groupe Histoire et patrimoine lorrains, fondé en 1975.
- Société d'archéologie et d'histoire de la Moselle 1858-1898.

### Autres communes de Moselle
- Freistroff : Société d'histoire et d'archéologie de la Nied, fondée en 1983.
- Hagondange : Association pour la conservation de la mémoire de la Moselle en 1939-1945, fondée en 1989.
- Rohrbach-lès-Bitche : Société d'histoire et d'archéologie de Lorraine - Section du Pays de Bitche, fondée en 1961.
- Saint-Avold : Société d’histoire et d’archéologie de la Lorraine- Section de Saint-Avold, fondée en 1920.
- Saint-Julien-lès-Metz : Société d'archéologie et d'histoire de la Lorraine, fondée en 1888.
- Sarralbe : Les Amis du pays d'Albe, fondée en 1968.
- Sarrebourg : Association des amis du vieux Sarrebourg, fondée en 1988.
- Sarreguemines : Société d'histoire et d'archéologie de Sarreguemines et environs, fondée en 1963.
- Thionville : Société d'histoire et d'archéologie de la Lorraine - section de Thionville, fondée en 1905.
- Woippy : Société d'histoire de Woippy, fondée en 1988.

## Nièvre
- Château-Chinon : Académie du Morvan, fondée en 1967[170].
- Clamecy : Société scientifique et artistique de Clamecy, fondée en 1876[171].
- Cosne-Cours-sur-Loire : Groupe de recherches archéologiques Condate, fondé en 1971[172].
- Nevers :
  - Société nivernaise des lettres, sciences et arts, fondée en 1851[173].
  - Société académique du Nivernais, fondée en 1883[174],[175].

## Nord

### Lille
- Société des sciences, de l'agriculture et des arts de Lille, fondée en 1802.
- Commission historique du Nord, fondée à Lille en 1839[176].
- Société de géographie de Lille, fondée en 1880[177].
- Société de numismatique, sigillographie et héraldique du nord de la France, fondée en 1925[178].
- Sources généalogiques et historiques des provinces du Nord, fondée en 1990[179].
- Renaissance du Lille Ancien[180].

### Autres communes du Nord
- Avesnes-sur-Helpe : Société archéologique d'Avesnes-sur-Helpe, créée en 1831[181].
- Cambrai :
  - Société d'émulation de Cambrai, fondée en 1804, reconnue d'utilité publique en 1922[182].
  - Amis du Cambrésis, fondée en 1988[183].
- Douai :
  - Société nationale d'agriculture, sciences et arts de Douai, fondée en 1799[184].
  - Société archéologique de Douai "ARKEOS", fondée en 1978[185].
  - Centre d’études généalogiques du Douaisis, fondé en 1990[186].
- Dunkerque : Société dunkerquoise d'histoire et d'archéologie, fondée en 1872[187].
- Halluin : À la recherche du passé d’Halluin, fondée en 1989[188].
- Hazebrouck : Comité flamand de France, fondé en 1853 - arrondissements concernés : Dunkerque, Lille et Douai[189].
- Landrecies : Association historique, archéologique, littéraire et artistique de Landrecies, fondée en 2013.
- Maroilles : Société historique de Maroilles, fondée en 2005.
- Roubaix : Société d'émulation de Roubaix, fondée en 1868[190].
- Sainghin-en-Mélantois : Société historique de Sainghin-en-Mélantois[191].
- Templeuve : Société historique du Pays de Pévèle, fondée en 1972[192].
- Tourcoing : Société historique de Tourcoing et du Pays de Ferrain, fondée en 1982[193].
- Valenciennes : Cercle archéologique et historique de Valenciennes et de son arrondissement (CAHV), fondé en 1831[194],[195].
- Villeneuve-d'Ascq : Société historique de Villeneuve d’Ascq et du Mélantois, fondée en 1974[196].

## Oise
- Beauvais :
  - Société académique d'archéologie, sciences et arts du département de l'Oise, fondée en 1847[197],[198].
  - Groupe d'étude des monuments et œuvres d'art de l'Oise et du Beauvaisis (G.E.M.O.B.), fondé en 1963[199].
  - Groupe de recherches et d'études de la céramique du Beauvaisis, fondé en 1967[200].
- Chambly : Société d'histoire de la seigneurie de Chambly, fondée en 1979[201].
- Clermont : Société archéologique et historique de Clermont, fondée en 1902. Siège social à Hôtel de ville de Clermont. Publie les Comptes rendus et mémoires de la SAHC[202],[203].
- Compiègne :
  - Société historique de Compiègne, fondée en 1868[204],[205].
  - Société d'histoire moderne et contemporaine de Compiègne, elle publie depuis 1978 les Annales historiques compiégnoises. Jacques Bernet préside cette société[206].
  - Centre de recherche archéologique de la vallée de l'Oise, fondée en 1975[207].
- Le Coudray-Saint-Germer : Société Historique et Géographique du Bassin de l'Epte (SGHBE)[208], fondée en 1975[209].
- Creil : Société archéologique, historique et géographique de Creil (création : 1952 - dissolution : 6 décembre 2007)[210].
- Crépy-en-Valois : Société d'histoire et d'archéologie du Valois[211], fondée en 2002. Siège social: mairie de Crépy-en-Valois. La Société publie un bulletin annuel Histoires du Valois. Les deux premiers présidents sont: Aurélien Gnat (2002-2011), Eric Dancoisne (2012-). La SHAV compte désormais 110 adhérents (février 2014). La SHAV est affiliée à la Fédération des sociétés historiques et archéologiques de Paris et de l'Île-de-France depuis mars 2013[212].
- Grandvilliers : Association historique du canton de Grandvilliers, fondée en 2013[213].
- Maignelay-Montigny : Société historique de Maignelay-Montigny et des environs, fondée en 1991[214].
- Noyon :
  - Société historique, archéologique et scientifique de Noyon, fondée en 1856[215].
  - Association patrimoine de la grande guerre, fondée en 1996[216].
  - Comité archéologique de Noyon[Note 4], fondé en 1862[217].
- Senlis : Société d'histoire et d'archéologie de Senlis, fondée en 1862 sous le nom de Comité archéologique de Senlis en tant que comité local de la Société des antiquaires de Picardie. Elle prend son nom actuel en 1920[218],[219].

## Orne
- Alençon : Société historique et archéologique de l'Orne, fondée en 1882[220].
- Flers : Le pays bas-normand, fondée en 1908[221].
- Mortagne-au-Perche : Les amis du Perche de l'Orne, fondée en 1947[222].
- Rémalard : Fédération des Amis du Perche, Société percheronne d'histoire, art et environnement, fondée en 1990 mais issu de l'association des Amis du Vieux-Nogent (1947), puis des Amis du Vieux-Nogent et du Perche (1956), pour devenir les Amis du Perche (1964).
- Vimoutiers : Société historique de Vimoutiers[223].

## Pas-de-Calais
- Arras : Académie des sciences, lettres et arts d'Arras, fondée en 1737[224].
- Béthune : Comité historique et artistique de Béthune et sa région, fondé en 2001.
- Boulogne-sur-Mer : Société académique du Boulonnais, fondée en 1863[225].
- Dainville : Commission départementale d’histoire et d’archéologie du Pas-de-Calais, fondée en 1846[226].
- Étaples : Société historique Stapula, fondée en 1991, dissoute en 2009 (première société savante fondée 1937)[227].
- Guînes : Société historique de Guînes et des environs, fondée en 1957[228].
- Hesdin : Cercle archéologique, historique et du patrimoine de l'Hesdinois, fondé 1971 (appellation actuelle depuis 2007).
- Saint-Omer : Société des antiquaires de la Morinie, fondée en 1831 et reconnue d'utilité publique le 19 janvier 1832[229].
- Saint-Pol-sur-Ternoise : Cercle historique du Ternois, fondé en 1976[230].
- Le Touquet-Paris-Plage : Société académique du Touquet-Paris-Plage, fondée en 1906[231].

## Puy-de-Dôme

### Clermont-Ferrand
- Académie des sciences, belles-lettres et arts de Clermont-Ferrand à Clermont-Ferrand, fondée en 1747 – Publication : Bulletin historique et scientifique de l'Auvergne  (ISSN 1153-2580, 1153-2602 et 1153-2599).
- Alliance universitaire d'Auvergne à Clermont-Ferrand, fondée en 1884 – Publication : Revue d'Auvergne,  (ISSN 0151-1912, 0151-1920, 0151-1939 et 0035-1008).
- Les Amis du vieux Clermont à Clermont-Ferrand. - Publication : Vieux Clermont  (ISSN 2556-711X), Clermont-Ferrand d'histoire en histoires…  (ISSN 2824-4761).
- Cercle généalogique et héraldique de l'Auvergne et du Velay. Publication : A moi Auvergne !  (ISSN 0220-6765).
- Fédération des sociétés savantes du Centre à Clermont-Ferrand.
- Société des amis du centre de recherches révolutions et romantismes à Clermont-Ferrand, fondée en 1988 - Publication : Bulletin de la Société des amis de l'équipe « Révolutions & romantismes »,  (ISSN 1244-5304 et 2112-4019).

### Autres communes du Puy-de-Dôme
- Aigueperse : Association culturelle d'Aigueperse et environs. Publications : Sparsae  (ISSN 0763-0190), Sparsae Hors-série  (ISSN 2498-0838) et Bulletin de liaison et d'information des adhérents  (ISSN 1634-2615).
- Ambert : Groupe de recherches archéologiques et historiques du Livradois-Forez. Publications : Chroniques historiques du Livradois-Forez, depuis 1982.
- Aubière : Cercle généalogique et historique d'Aubière. Publication : Racines aubiéroises (1985-2010)  (ISSN 1253-4595).
- Chamalières :
  - Association des amis du vieux Chamalières. Publications : Bulletin de l'Association des amis du vieux Chamalières (1980-1990), Les Cahiers de Chamalières (1995-1998).
- Cournon-d'Auvergne :
  - Société auvergnate d'études et de recherches archéologiques, depuis 1983. Publication : Journal de la S.AUV.E.R.A.  (ISSN 0987-0679 et 1951-1809).
  - Connaissance de Cournon[232], depuis 1986.
- Pont-du-Château : Association des amis du vieux Pont-du-Château - Publication : Bulletin de l'association des amis du vieux Pont-du-Château  (ISSN 1146-7517).
- Riom : Société des amis du vieux Riom, fondée en 1920.

## Pyrénées-Atlantiques
- Bayonne :
  - Société des sciences, lettres et arts de Bayonne, fondée en 1873.
  - Société des amis du musée basque, fondée en 1956.
  - Association généalogie et histoire des familles, fondée en 1986.
- Lagor : Mémoire du Canton de Lagor et des Vallées - MCLV, Siège social Mairie de Lagor 86 rue Principale 64150 Lagor. Local 5 chemin Haderne 64300 Loubieng[233].
- Pau :
  - Société des Sciences, Lettres et Arts de Pau et du Béarn, Archives Départementales des Pyrénées-Atlantiques, Boulevard Tourasse, 64000 Pau. Revue annuelle, depuis 1841[234].
  - Association des Amis des Archives des Pyrénées-Atlantiques, Archives départementales des Pyrénées-Atlantiques, boulevard Tourasse, 64000 Pau[235].
  - Centre d'étude du protestantisme béarnais, Association historique ayant pour vocation de recueillir les archives privées, Archives départementales des Pyrénées-Atlantiques, boulevard Tourasse, 64000 Pau[236].
  - Académie de Béarn, fondée en 1924[237].
- Pontacq : Patrimoine en Ribère-Ousse, Siège social et bureau Mairie de Pontacq place Huningue 64530 Pontacq[238].

## Pyrénées-Orientales

### Perpignan
- Société agricole, scientifique et littéraire des Pyrénées-Orientales à Perpignan, fondée en 1833.
- Compagnie littéraire du genêt d'or et jeux floraux du Roussillon à Perpignan, fondée en 1924.
- Association numismatique du Roussillon à Perpignan, fondée en 1973.
- Association archéologique des Pyrénées-Orientales à Perpignan, fondée en 1982.
- Association catalane de généalogie à Perpignan, fondée en 1983.
- Association pour les recherches sous-marines en Roussillon à Perpignan, fondée en 1984.
- Association pour la promotion de l'histoire des Pyrénées-Orientales à Perpignan, fondée en 1998.
- Association pour la connaissance du royaume de Majorque à Perpignan.

### Autres communes des Pyrénées-Orientales
- Argelès-sur-Mer : Histoire et archéologie en Pyrénées Méditerranée.
- Le Boulou : Association pour le patrimoine de la vallée de la Rome, fondée en 1998.
- Caudies-de-Conflent : Association Castell d'Evol-Vicomte-de-So, fondée en 2001.
- Canet-en-Roussillon : Amis du patrimoine canétois et méditerranéen, fondée sous le nom Les Amis du Vieux Canet en 1964.
- Codalet : Association culturelle de Cuxa, fondée en 1967.
- Collioure : Fondation Antonio Machado de Collioure, fondée en 1977.

## Hautes-Pyrénées
- Argelès-Gazost : Société d'études des sept vallées, fondée en 1974.
- Bagnères-de-Bigorre : Société Ramond, fondée en 1865.
- Esquièze-Sère : Société d'économie montagnarde du canton de Luz-Saint-Sauveur, fondée en 1956.
- Guchen : Cercle François Marsan, fondé en 1997.
- Lourdes : Société des amis du musée pyrénéen, fondée en 1950. publie la revue Pyrénées.
- Mauvezin : Escole Gastoû Fèbus, fondée en 1896.
- Tarbes :
  - Société académique des Hautes-Pyrénées, fondée en 1856.
  - Association Guillaume Mauran, fondée en 1980.

## Bas-Rhin

### Strasbourg
- Société académique du Bas-Rhin à Strasbourg, fondée en 1799[239].
- Société pour la conservation des monuments historiques d'Alsace, fondée le 5 décembre 1855.
- Association philomathique d'Alsace et de Lorraine à Strasbourg, fondée en 1862[240].
- Le Club vosgien, fédération fondée le 31 octobre 1872 à Saverne et dont le siège est actuellement à Strasbourg.
- Société des amis de la cathédrale de Strasbourg à Strasbourg, fondée en 1902.
- Société pour l'histoire des Israélites d'Alsace et de Lorraine à Strasbourg, fondée en 1905[241].
- Société d'histoire de l'Église d'Alsace à Strasbourg, fondée en 1926.
- Société savante d'Alsace et des régions de l'Est à Strasbourg, fondée en 1927[242].
- Académie rhénane à Strasbourg, fondée en 1950.
- Fédération des sociétés d'histoire et d'archéologie d'Alsace, à Strasbourg, fondée en 1952[243].
- Les Amis du vieux Strasbourg à Strasbourg, fondée en 1954.
- Centre d'archéologie médiévale de Strasbourg, fondé en 1968.
- Centre d'étude des châteaux-forts à Strasbourg, fondé en 1977.
- Association d'Alsace pour la conservation des monuments napoléoniens à Strasbourg, fondée en 1984[244].
- Castrum-Europe à Strasbourg, fondée en 1996.
- Association pour l'étude de la civilisation romaine à Strasbourg.
- Société d'histoire du protestantisme alsacien à Strasbourg.

### Autres communes du Bas-Rhin
- Brumath : Société d'histoire et d'archéologie de Brumath, fondée en 1971.
- Haguenau : Société d'histoire et d'archéologie de Haguenau, fondée en 1905.
- Molsheim : Société d'histoire et d'archéologie de Molsheim et environs.
- Niederbronn-les-Bains : Société niederbronnoise d'histoire et d'archéologie des Vosges du Nord, fondée en 1928.
- Saverne : Société d'histoire et d'archéologie de Saverne et environs, fondée en 1907.
- Sélestat : Société des amis de la bibliothèque humaniste de Sélestat, fondée en 1951.
- Villé : Société d'histoire du Val de Villé, fondée en 1975.

## Haut-Rhin

### Colmar
- Société Schongauer, à Colmar, fondée en 1847.
- Société d'histoire et d'archéologie de Colmar, fondée en 1934.
- Académie des sciences, lettres et arts d’Alsace, fondée en 1952.
- Société d'histoire de Katzenthal, fondée en 1972.
- Société d'histoire des Hôpitaux civils de Colmar.
- Centre d'études européennes japonaises d'Alsace, fondé en 2001.

### Autres communes du Haut-Rhin
- Bergheim : Société d'histoire du Bergheim, fondée en 1997.
- Feldkirch : Amis du vieil Ungersheim.
- Guebwiller :
  - Association châteaux-forts et villes fortifiées d'Alsace, fondé en 1981.
  - Fédération généalogiste de Haute-Alsace, fondée en 1996.
- Hegenheim : Cercle d'histoire de Hegenheim et environs, fondé en 1996.
- Horbourg-Wihr : Association d'archéologie et d'histoire de Horbourg-Wihr.
- Kaysersberg : Société d'histoire de Kaysersberg, fondée en 1907.
- Lautenbach : Société d'histoire du Haut-Florival - S'Lindeblätt, fondée en 1989.
- Lutterbach : Association d'histoire de Lutterbach.
- Mulhouse :
  - Société d'histoire et de géographie de Mulhouse.
  - Société d'Histoire des Israélites d'Alsace et de Lorraine, fondée en 1905.
  - Société industrielle de Mulhouse.
- Munster : Société d'histoire du val et de la ville de Munster, fondée en 1926.
- Neuf-Brisach : Dialogues transvosgiens, fondée en 1990.
- Orbey : Société d'histoire de Lapoutroie Val d'Orbey, fondée en 1979.
- Ribeauvillé : Cercle de recherche historique de Ribeauvillé et environs.
- Riedisheim : Société d'histoire du Sundgau, fondée en 1931.
- Riquewihr : Société d'archéologie de Riquewihr, fondée en 1898.
- Saint-Louis : Société d'histoire de Saint-Louis, fondée en 1999.
- Sainte-Croix-aux-Mines : Société d'histoire du Val de Liepvre, fondée en 1963.
- Sainte-Marie-aux-Mines : Des paysages, des hommes, des traditions, fondée en 1981.
- Thann : Société d'histoire « Les amis de Thann », fondée en 1918.
- Turckheim : Société d'histoire et d'archéologie Wickram.
- Wintzenheim : Société d'histoire de Wintzenheim, fondée en 1996.
- Zellenberg : Association des amis des archives du Haut-Rhin.
- Zimmersheim : Association pour la promotion de la recherche archéologique en Alsace, fondée en 1985.

## Rhône

### Lyon
- Académie des sciences, belles-lettres et arts de Lyon fondée à  Lyon en 1700 et confirmé par Lettre patente en 1724.
- Société d'Histoire de Lyon[245] (ex Société historique, archéologique et littéraire de Lyon) fondée en 1807.
- Société d'économie politique de Lyon, fondée en 1866.
- Société d'histoire de Lyon rive gauche, fondée en 1921.
- Renaissance du vieux Lyon, fondée en 1946.
- Association des amis de Sources chrétiennes, fondée en 1956.
- Société d'histoire de Lyon presqu'île, fondée en 1971.
- Association française d'histoire religieuse contemporaine, fondée en 1974.
- Union des sociétés historiques du Rhône, fondée en 1983.
- Association lyonnaise de sauvetage des sites archéologiques médiévaux.
- Société généalogique du Lyonnais et du Beaujolais.
- Société lyonnaise d'histoire de la médecine.
- Société physiophile de Lyon[246], fondée en 1871[247].

### Autres communes du Rhône
- Albigny-sur-Saône : Albiniaca.
- L'Arbresle : Les Amis du vieux l'Arbresle, fondée en 1963.
- Charnay : Les Amis de Charnay.
- Dardilly : Les Amis de Parsonge.
- Fontaines-sur-Saône : Les Amis du vieux Fontaines.
- Loire-sur-Rhône : Les Amis de Loire.
- Mornans : Les Amis du vieux Mornant.
- Montagny : Les Amis du vieux Montagny.
- Neuville-sur-Saône : Les Amis du vieux Neuville, fondée en 1943.
- Oullins : Association pour l'histoire d'Oullins, fondée en 1982.
- Salles-Arbuissonnas-en-Beaujolais : Les Amis de Salles-en-Beaujolais, fondée en 1937.
- Tarare : Société d'histoire et d'archéologie des Monts de Tarare, fondée en 1965.
- Ternand : Les Amis du vieux Ternand.
- Vénissieux : Viniciacum - Société d'histoire et de défense du patrimoine de Vénissieux, fondée en 1997.
- Villefranche-sur-Saône : Académie de Villefranche et du Beaujolais, fondée en 1677.
- Villeurbanne : Société d'histoire de Villeurbanne.

## Haute-Saône
- Lure : Société d'histoire et d'archéologie de l'arrondissement de Lure, fondée en 1981[248].
- Vesoul : Société d’agriculture, lettres, sciences et arts de la Haute-Saône, fondée en 1801, reconnue d'utilité publique en 1925[249].

## Saône-et-Loire
- Autun :
  - Société éduenne des lettres, sciences et arts, fondée en 1836.
  - Comité de liaison des sociétés savantes de Saône-et-Loire, fondé en 1975.
- Chalon-sur-Saône : Société d'histoire et d'archéologie de Chalon-sur-Saône, fondée en 1845.
- Cluny :
  - Société des amis de Cluny, fondée en 1945.
  - Association d'archéologie et d'histoire de Cluny.
- Le Creusot : Académie François Bourdon, fondée en 1985.
- Cuisery : Association des amis du vieux Cuisery et de la Chatellenie, fondée en 1979.
- Gueugnon : Les amis du Dardon, fondée en 1965.
- Louhans : Société des amis des arts et des sciences de la Bresse louhannaise, fondée en 1911.
- Mâcon :
  - Académie des sciences, arts et Belles Lettres de Mâcon, fondée en 1805.
  - Cercle généalogique de Saône-et-Loire.
  - La Géniale Généalogie du 71.
- Montceau-les-Mines :
  - La Physiophile, fondée en 1888.
  - Société d'études des sciences naturelles et historiques de Montceau-les-Mines.
- Saint-Christophe-en-Brionnais : Centre international d'étude des patrimoines culturels du Charolais-Brionnais, fondé en 1989.
- Tournus :
  - Centre international d'études romanes, fondé en 1952.
  - La mémoire médiévale, fondée en 1972.
  - Société des amis des arts et des sciences de Tournus (SAAST).
- Verdun-sur-le-Doubs : Groupe d'études historiques de Verdun-sur-le-Doubs, fondé en 1957.

## Sarthe

### Le Mans
- Société d'agriculture, sciences et arts de la Sarthe, fondée en 1761.
- Société historique et archéologique du Maine, fondée en 1875. Siège social : 17, rue de la Reine-Bérengère, 72260 Le Mans; première société savante régie selon la loi de 1901 ; publication annuelle : Revue historique et Archéologique du Maine (depuis 1876) ; édition numérique des années 1876-2000 disponible sur DVD-Rom.
- Société historique de La Province du Maine, fondée en 1893.
- Académie du Maine, fondée en 1957.
- Cercle généalogique de Maine et Perche.
- Sarthe-Alexandrie - Les Amis du Centre d'études alexandrines (CEALEX) ; Immatriculée - N° W723001397 ; Adresse : Notre-Dame Sainte Croix, 25 rue Antoine-de-Saint-Exupéry, 72000 Le Mans.

### Autres communes de la Sarthe
- La Flèche : Groupe connaissance du pays fléchois, fondé en 1979.
- Mamers : Société d'histoire des petites villes.

## Savoie
- Aix-les-Bains : Société d'Art et d'histoire d'Aix-les-Bains et de sa région[250], fondée en 1993.
- Chambéry :
  - Académie de Savoie, Académie des sciences, belles lettres et arts de Savoie, Savoie, fondée en 1820.
  - Société savoisienne d’histoire et d’archéologie (SSHA), fondée en 1855.
- Moûtiers : Académie de la Val d'Isère, fondée en 1865[251].
- Saint-Jean-de-Maurienne : Société d'histoire et d'archéologie de Maurienne, fondée en 1856.

## Haute-Savoie
- Annecy :
  - Académie florimontane, fondée par Saint François de Sales en 1607, réactivée en 1851. Études et recherches approfondissant la connaissance des anciennes provinces des États de Savoie.
  - Académie salésienne, fondée en 1878.
- La Roche-sur-Foron : Académie du Faucigny, fondée en 1938. Études et recherches approfondissant la connaissance du Faucigny.
- Saint-Julien-en-Genevois : La Salévienne, La Société d'histoire de la Savoie du Nord, fondée en 1984. Études et recherches approfondissant la connaissance du Genevois savoyard.
- Thonon-les-Bains : Académie chablaisienne, fondée en 1886. Études et recherches approfondissant la connaissance du Chablais français[252].

## Seine-Maritime

### Rouen
- Académie des sciences, belles-lettres et arts de Rouen, fondée en 1744.
- Société libre d'émulation de la Seine-Maritime à Rouen, fondée en 1792.
- Société des Amis des monuments rouennais, fondée en 1886.
- Amis des musées départementaux de la Seine-Maritime.
- Centre de recherches archéologiques de Haute-Normandie-Société normande d'études préhistoriques.

### Autres communes de la Seine-Maritime
- Dieppe : Les Amys du vieux Dieppe.
- Elbeuf :
  - Société d'études archéologiques de la région elbeuvienne.
  - Société de l'histoire d'Elbeuf.
- Fécamp : Association des Amis du vieux Fécamp et du Pays de Caux.
- Le Havre :
  - Centre havrais de recherche historique.
  - Société havraise d'études diverses.
- Lillebonne : Société normande d'études numismatiques, fondée en 1969.

## Deux-Sèvres
- Bressuire : Histoire et patrimoine du Bressuirais, fondée en 1942[253].
- Chef-Boutonne : Association du musée de la Vestegaille.
- La Crèche : Association pour le développement de l'archéologie à Niort et ses environs (ADANE), fondée en 1988[254].
- Mauléon : Bureau de recherches historiques et archéologiques du Mauléonnais, fondée en 1969[255].
- Mauzé-sur-le-Mignon : Société mauzéenne d'histoire locale, fondée en 1960[256].
- Melle : 
  - Société d'histoire et d'archéologie de Melle, fondée en 1970[257].
  - Société archéologique et spéléologique du Mellois (SASM), fondée en 1970[258].
- Niort : Société historique et scientifique des Deux-Sèvres (SHSDS), depuis 1904 ; ex Société de statistiques, sciences, lettres et arts du département des Deux-Sèvres (1836-1892)[259].
- Parthenay :
  - Fédération des sociétés savantes des Deux-Sèvres, fondée en 1968[260].
  - Société historique de Parthenay & du Pays de Gâtine, fondée en 2004w[261].
- Saint-Maixent-l'École : Société historique et archéologique du Val de Sèvres, fondée en 1968[262].
- Thouars : Société d'histoire et d'archéologie du Pays Thouarsais, fondée en 1971[263].

## Somme

### Amiens
- Académie des sciences, des lettres et des arts d'Amiens, fondé en 1746[264].
- Société des amis des arts de la Somme, fondée en 1835[265],[266].
- Société des antiquaires de Picardie, fondée en 1836[267].
- Société de linguistique picarde, fondée en 1961 (société dissoute)[268].
- Éklitra, association culturelle picarde, fondée en 1966[269].
- Cercle généalogique de Picardie, fondé 1971[270].
- Centre international Jules Verne (Amiens), fondé en 1972[271].
- Centre interdisciplinaire des recherches archéologiques de la Somme (C.I.R.A.S.), fondé en 1984[272].
- Association des Amis de La Madeleine, fondée en 1985[273].
- Société française d'anthropologie visuelle, fondée en 1985[274].
- Bleu de Cocagne, Amiens, fondée en 1997[275].
- Société archéologique de Picardie, fondée le 26 janvier 2010[276].
- Centre Mémoire Somme Résistance Déportation, fondée en 2013[277].

### Autres communes de la Somme
- Abbeville : 

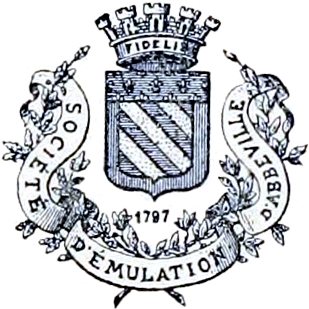

  - Société d'émulation d'Abbeville, fondée en 1797[278].
  - Association de picardisants du Ponthieu et du Vimeu, fondée en 1967[279].
  - Association des Amis du musée Boucher de Perthes, fondée en 1998[280].
- Argoules : Association de Valloires (abbaye de Valloires), fondée en 1922[281].
- La Chaussée-Tirancourt : Les « Racines calcéennes », fondée en 1999.
- Corbie : Les Amis du Vieux Corbie, fondée en 1962[282].
- Crécy-en-Ponthieu : Emulation historique et archéologique (EMHISARC), fondée en 1968[283].
- Daours : De la Somme à Bellefontaine, fondée en 2017[284].
- Doingt : Mémoire de Doingt-Flamicourt, depuis 1998[285].
- Doullens : Richesses en Somme, fondée en 1997[286].
- Famechon : « Racines », Association d'histoire locale de la région de Poix de Picardie, fondée en 1995[287].
- Ham : Les Amis du château de Ham, fondée en 1977[288].
- Montdidier :
  - Société d'études et de recherches historiques et archéologiques de Montdidier et sa région "SERHAM", fondée en 1995[289].
  - Cercle Maurice Blanchard, depuis 1984[290].
- Moreuil : Mémoire du Santerre, depuis 2009[291].
- Péronne : Société archéologique de la région de Péronne, fondée en 1966 (dissoute en 2020)[292].
- Rainneville : Association du Pays des Coudriers, fondée en 1989[293],[294].
- Rue : Société historique du canton de Rue, fondée en 1926[295].
- Saint-Valery-sur-Somme : Société d'histoire et d'archéologie de Saint-Valery-sur-Somme, du Ponthieu et du Vimeu, fondée en 1962[296].
- Villers-Bretonneux : Villers-Bretonneux Mémoire.

## Tarn

### Albi
- Société des sciences arts et belles lettres du Tarn, fondée en 1878.
- Fédération des sociétés intellectuelles du Tarn à Albi, fondée en 1948.
- Association Lapérouse-Albi-France.
- Société des Amis des bibliothèques d'Albi.
- Les Amis des Arts d'Albi.
- Association pour la sauvegarde du Vieil Alby.
- Association pour la sauvegarde des maisons et paysages du Tarn.

### Autres communes du Tarn
- Brassac : Société du souvenir et des études cathares.
- Carmaux : Cadrans solaires et girouettes du Tarn, lieu-dit : La Grèze.
- Castelnau-de-Montmiral : Les amis des Guérin, fondée en 1968.
- Castres :
  - Société littéraire et scientifique de Castres, fondée en 1860.
  - Société culturelle du Pays castrais.
  - Société des amis du pays castrais.
- Cordes-sur-Ciel :
  - Les amis du vieux Cordes.
  - Les amis de Cordes et du comtat Cordais.
- Gaillac : Société des amis des musées et du patrimoine de Gaillac.
- Labruguière : Société d'étude et de recherches archéologiques et historiques de Labruguière, fondée en 1985.
- Lavaur : Société archéologique de Lavaur.
- Lisle-sur-Tarn : Société des Amis de Raymond Lafage.
- Rabastens : Société des Amis du musée du Pays Rabastinois.
- Réalmont : Section tarnaise de l'Institut d'études occitanes, fondé en 1964.
- Vabre : Société des amis du pays vabrais.

## Tarn-et-Garonne

### Montauban
- Académie de Montauban (Sciences, Belles-Lettres, Arts, Encouragement au Bien) à Montauban, fondée en 1730[297].
- Société archéologique et historique de Tarn-et-Garonne à Montauban, fondée en 1866[298].
- Société montalbanaise d'étude et de recherche du protestantisme, fondée en 1991[299]
- Cercle généalogique du Quercy, fondée en 1996[300].

### Autres communes de Tarn-et-Garonne
- Moissac : 
  - Association mémoire et patrimoine moissagais, fondée en 2007, dissoute en 2018[301].
  - Amis du vieux Moissac (société dissoute)[302]
- Saint-Antonin-Noble-Val : Société des amis du vieux Saint-Antonin, fondée en 1943[303].

## Territoire de Belfort
- Belfort : Société belfortaine d'émulation, fondée en 1872[304].
- Rougemont-le-Château : Association pour l'histoire et le patrimoine sous-vosgiens, fondée en 1987[305].

## Var

### Toulon
- Académie du Var, fondée à Toulon en 1800.
- Société des sciences naturelles et d'archéologie de Toulon et du Var, fondée en 1908.
- Société des Amis du Vieux Toulon et de sa Région, fondée en 1921.
- Centre archéologique du Var, fondé en 1958.

### Autres communes du Var
- Draguignan :
  - Société d'études scientifiques et archéologiques de Draguignan et du Var, fondée en 1855.
  - Groupe numismatique de Provence, fondé en 1975.
- Fréjus : Société d'études du sud-est varois, fondée en 1975.
- Hyères : Société hyéroise d'histoire et d'archéologie, fondée en 1970.
- Roquebrune-sur-Argens : Comité pour la protection des monuments historiques et des sites de Roquebrune, fondé en 1967.
- Saint-Raphaël : Groupe de recherches du dépôt laboratoire de préhistoire de Saint-Raphaël.
- Salernes : Comité historique régional des postes, télégraphes et télécommunications Provence-Alpes-Côtes d'Azur, fondé en 1991.
- La Seyne-sur-Mer :
  - Association des amis des câbles sous-marins, fondée en 1980.
  - Histoire et patrimoine seynois, fondée en 1999.

## Vaucluse
- Apt : Association d'histoire et d'archéologie des pays d'Apt et du Lubéron, fondée en 1983.
- Avignon :
  - Académie de Vaucluse, fondée en 1801.
  - Centre international de documentation et de recherche du Petit Palais, fondé en 1878.
  - Société des amis du Palais des Papes et des monuments d’Avignon, fondée en 1908.
- Carpentras :
  - Groupe archéologique de Carpentras et de sa région, fondé en 1983.
  - Conservatoire du patrimoine sportif, fondé en 1998.
- Lourmarin : Association Rencontres méditerranéennes Albert Camus, fondée en 1983.
- Mérindol : Association d'études vaudoises et historiques du Lubéron, fondée en 1977.
- Orange : Les amis d'Orange, fondée en 1961.
- Vaison-la-Romaine : Société française d’histoire des hôpitaux, fondée en 1958.
- Valréas :
  - Société d'études historiques de Valréas.
  - Parlaren Vaurias.

## Vendée
- Noirmoutier-en-l'Île : Association des amis de l'île de Noirmoutier, fondée en 1934.
- La Bretonnière-la-Claye : Groupement Vendéen de Sauvegarde du Patrimoine Archéologique, fondé en 1985.
- La Roche-sur-Yon :
  - Société d'émulation de la Vendée, fondée en 1854.
  - Groupe vendéen d'études préhistoriques, fondé en 1978.
  - Société des écrivains de Vendée, fondée en 1978.
- Les Sables-d'Olonne : Société historique, maritime et archéologique « Olona », fondée en 1924.
- Luçon : Luçon Patrimoine[306], fondée en 1996.
- Saint-Benoist-sur-Mer : Association des amis de l'art rupestre saharien, fondée en 1991.
- Saint-Gilles-Croix-de-Vie : Association pour la recherche archéologique sur le Nord-Ouest Vendéen.
- Saint-Hilaire-la-Forêt : Centre d'archéologie, d'initiation et de recherche néolithique (C.A.I.R.N.).

## Vienne

### Poitiers
- Société des antiquaires de l'Ouest, fondée en 1834 à Poitiers.
- Association de géographie du Centre-Ouest.
- Poitou-Charentes patrimoine, fondée en 2000.
- Les amis de Louis Mazetier, fondée en 2002.
- Archives et histoire des télécommunications.
- Centre d'archéologie et d'ethnographie poitevines.
- Association des archéologues de Poitou-Charentes.

### Autres communes de la Vienne
- Béruges : Association archéologique des amis de Béruges, siège à la mairie.
- Châtellerault :
  - Société cartésienne de Châtellerault, fondée en 1934.
  - Société des sciences de Châtellerault, fondée en 1956.
- Chauvigny : Société de recherches archéologiques de Chauvigny (SRA).
- L'Isle-Jourdain : Groupe de Recherches historiques et archéologiques de l'Îsle-Jourdain, GRHAIJ, siège à la mairie.
- Montmorillon : Société archéologique et historique de Montmorillon.
- Naintré : Association pour la sauvegarde du site archéologique du Vieux-Poitiers.
- Vendeuvre-du-Poitou : Société des amis de Vendeuvre, siège au 5 place de l'Église.

## Haute-Vienne

### Limoges
- Société archéologique et historique du Limousin, à Limoges, fondée en 1845.
- Renaissance du vieux Limoges, fondée en 1970.
- Association des antiquités historiques du Limousin, fondée en 1976.
- Cercle généalogique, historique et héraldique de la Marche et du Limousin, fondée en 1979.
- Archéologie en Limousin.
- Centre Ouest de recherches en histoire contemporaine et sciences politiques.
- Rencontre des Historiens du Limousin, créée en 1976.

### Autres communes de la Haute-Vienne
- Aixe-sur-Vienne : Comité archéologique et historique du canton d'Aixe, fondé en 1985.
- Bessines-sur-Gartempe : Groupe archéologique et historique du Bessines.

## Vosges

### Épinal
- Société d'émulation du département des Vosges, fondée en 1825.
- Fédération des Sociétés Savantes des Vosges.

### Autres communes des Vosges
- Arches : Cercle d'histoire locale d'Arches.
- Charmes :
  - Cercle généalogique et historique du pays de Charmes, fondé en 1991.
  - Centre de recherche culturel Chopin, fondé en 1998.
- Contrexéville : Cercle d'études locales de Contrexéville, fondé en 1991.
- Éloyes : Association de recherches archéologiques et d'histoire d'Éloyes et ses environs.
- Fontenoy-le-Château : Amis du Vieux Fontenoy, fondée en 1978.
- Frenelle-la-Grande :
  - Amis du vieux Mirecourt-Regain, fondée en 1971.
  - Comité interrégional d'histoire de la Révolution française dans la France du Nord-Est, fondé en 2000.
- Golbey : Les Vosges napoléoniennes, association napoléonienne France et étranger, fondée en 2001.
- Plombières-les-Bains : Société d'art et d'histoire Louis Français, fondée en 1978.
- Rambervillers : Atelier arts et histoire, fondé en 1994.
- Remiremont : Société d'histoire locale de Remiremont et de sa région.
- Romont : Club d'histoire locale de Romont.
- Saint-Dié-des-Vosges : Société philomatique vosgienne, fondée en 1875.
- Soulosse-sous-Saint-Élophe : Association pour la conservation du patrimoine de Soulosse-sous-Saint-Élophe, fondée en 1991.
- Val d'Ajol : Le pays du chalot, fondée en 1994.
- Vrécourt : Centre régional d'études campanaires, fondé en 2000.

## Yonne
- Auxerre :
  - Société des sciences historiques et naturelles de l'Yonne, fondée en 1847 ; publie le Bulletin de la Société des sciences de l'Yonne depuis 1847.
  - Société des fouilles archéologiques et des monuments historiques de l’Yonne, fondée en 1948 ; publie le Bulletin de la S.F.A.Y. depuis 1984 ;
- Avallon : Société d’études d’Avallon, fondée en 1859 ; publie le Bulletin de la Société d'études d'Avallon depuis 1859.
- Cry-sur-Armançon : En Cryanais, fondée en 1961 ; publie En Cryanais entre 1962 et 1986.
- Pont-sur-Yonne : Société archéologique de Pont-sur-Yonne, fondée en 1972 ; publie le Bulletin de la SACPY depuis 1984.
- Sens : Société archéologique de Sens, fondée en 1844 ; publie le Bulletin de la Société archéologique de Sens[307].
- Tonnerre : Société d'histoire et d’archéologie du Tonnerrois, fondée en 1937 ; publie le Bulletin de la Société d’histoire et d’archéologie du Tonnerrois depuis 1948.
- Villeneuve-sur-Yonne : Société d'histoire, d'art et d'archéologie du canton de Villeneuve-sur-Yonne (A.V.V.), fondée en 1973 ; publie les Études Villeneuviennes depuis 1978.

## Paris et région parisienne

### Île-de-France
Fédération des Sociétés Historiques et Archéologiques de Paris - Ile de France.
Se reporter à :
- 91 - Essonne.
- 92 - Hauts-de-Seine.
- 93 - Seine-Saint-Denis.
- 94 - Val-de-Marne.
- 95 - Val-d'Oise.

### Paris
- Société asiatique, créée en 1822, dont le siège est à l'Académie des inscriptions et des belles-lettres.
- Société française d'égyptologie (SFE) regroupe les égyptologues et tous ceux qui s'intéressent à l'étude de l'Égypte antique.
- Société des Amis de Port-Royal, fondée en 1913.
- Association Guillaume Budé, ayant pour objet de publier « une ou de plusieurs collections d'auteurs grecs et latins (…) d'établir et d'entretenir des liens de solidarité entre tous ceux qui s'intéressent à la culture gréco-latine. », fondée en 1917.
- Société des antiquaires de France, au musée du Louvre.
- Société préhistorique française.
- Société de l'histoire de Paris et de l'Île-de-France.
- Société archéologique, historique et artistique « Le Vieux Papier », 71 bis, rue de Vaugirard, 75006 Paris.
- Société d'Études Numismatiques et Archéologiques (SÉNA), 75001 Paris.
- Centre de recherches ethnologiques de Paris et de l'Île de France (CREPI) 24, rue Pavée, 75004 Paris.
- Société d'histoire et d'archéologie des Ier et IIe arrondissements, 43, rue de l'Arbre-Sec, 75001 Paris.
- « La Cité », Société historique et archéologique des IIIe, IVe, XIe et XIIe arrondissements, 51, rue Saint-Antoine, 75004 Paris
- Société des amis de Notre-Dame de Paris, 60, rue des Francs-Bourgeois, 75004 Paris.
- La Montagne Sainte-Geneviève et ses abords, Comité historique et archéologique du Ve arrondissement, Mairie du Ve arrondissement, 21 place du Panthéon, 75231 Paris Cedex 05.
- Société historique du VIe arrondissement, Mairie du VIe arrondissement, 78 rue Bonaparte, 75270 Paris Cedex 06.
- Société d'histoire et d'archéologie du VIIe arrondissement, Mairie du VIIe arrondissement, 116 rue de Grenelle, 75340 Paris Cedex 07.
- Société historique et archéologique des VIIIe et XVIIe arrondissements, Mairie du VIIIe, 3 rue de Lisbonne, 75383 Paris Cedex 08.
- Société d'études historiques du IXe arrondissement, Mairie du IXe arrondissement, 6 rue Drouot, 75436 Paris Cedex 09.
- Société historique et archéologique du Xe arrondissement, Mairie du Xe arrondissement, 72 rue du Faubourg-Saint-Martin, 75375 Paris Cedex 10.
- Histoire et vies du Xe arrondissement, Mairie du Xe arrondissement.
- Société d'histoire et d'archéologie du XIIIe arrondissement, Mairie du XIIIe arrondissement, 1 place d'Italie, 75634 Paris Cedex 13.
- Société historique et archéologique du XIVe arrondissement, Mairie du XIVe arrondissement, 2 place Ferdinand-Brunot, 75675 Paris Cedex 14.
- Société historique et archéologique du XVe arrondissement, Mairie du XVe arrondissement.
- Société historique d'Auteuil et de Passy, Mairie du XVIe arrondissement.
- « Le Vieux Montmartre », musée de Montmartre, 12 rue Cortot, 75018 Paris.
- Association d'histoire et d'archéologie du XXe arrondissement.
- Fédération des sociétés historiques et archéologiques de Paris-Île-de-France.

### Essonne
- Bondoufle : Groupe d'études, de recherches et de sauvegarde de l'art rupestre, fondé en 1975.
- Brunoy : Société d'art, histoire et archéologie de la vallée de l'Yerres, fondée en 1968.
- Chamarande :
  - Société historique et archéologique de l'Essonne et du Hurepoix, fondée en 1894.
  - Comité de recherches historiques sur les révolutions en Essonne, fondé en 1987.
- Chilly-Mazarin : Centre généalogique de l'Essonne, fondé en 1978.
- Dourdan : Amis du château de Dourdan et de son musée, fondée en 1978.
- Draveil : Cercle littéraire et historique de Draveil.
- Étampes :
  - Étampes histoire, fondée en 1998.
  - Corpus Étampois, fondé en 2003.
- Évry : Société historique et archéologique d'Évry et du Val-de-Seine, fondée en 1984.
- Marcoussis : Association historique de Marcoussis, fondée en 1990.
- Massy : Les Amis du vieux Massy, fondée en 1975.
- Montgeron : Société d'histoire locale de Montgeron, fondée en 1980.
- Montlhéry :
  - Société historique de Montlhéry, fondée en 1997.
  - Les Amis du château féodal de Montlhéry.
- Palaiseau : Société historique de Palaiseau.
- Richarville : Société historique de Dourdan en Hurepoix.
- Sainte-Geneviève-des-Bois : Les amis de Sainte-Geneviève des Bois et des environs, fondée en 2004.
- Verrières-le-Buisson : Société des lecteurs de Georges Hyvernaud, fondée en 2001.

### Hauts-de-Seine

#### Nanterre
- Société d'histoire de Nanterre, fondée en 1971.
- Association des historiens de l’art contemporain, fondée en 1997.
- Institut d'histoire sociale de Nanterre, fondé en 1935.
- Société d’ethnologie, fondée en 1986.

#### Autres communes des Hauts-de-Seine
- Bagneux : Les Amis de Bagneux, fondée en 1972.
- Châtillon : Les amis du vieux Châtillon, fondée en 1985.
- Chaville : Association pour la recherche sur Chaville, son histoire et ses environs, fondée en 1984.
- Clamart : Les Amis de Clamart.
- Clichy : Société historique et archéologique de Clichy.
- Issy-les-Moulineaux :
  - Les Amis du Centre d'études alexandrines (CEALEX) en Île-de-France.
  - Centre de recherches historiques d'Issy-les-Moulineaux.
- Levallois-Perret :
  - Centre d'études napoléoniennes.
  - Société historique de Levallois-Perret.
- Meudon : Association des amis de Jacques Audiberti, fondée en 1958.
- Montrouge : Fondation David Parou Saint-Jacques, fondée en 2002.
- Neuilly-sur-Seine : Association française du gaz fondée en 1874.
- Le Plessis-Robinson : Histoire et mémoire du Plessis-Robinson.
- Puteaux : Société historique artistique et littéraire de Puteaux, fondée en 1937.
- Rueil-Malmaison : Société historique de Rueil-Malmaison, fondée en 1973.
- Sceaux : Les Amis de Sceaux, société d'histoire locale, fondée en 1924.
- Sèvres : Société d'archéologie et d'histoire de Sèvres, fondée en 1973.
- Suresnes : Société historique de Suresnes, fondée en 1926.

### Seine-et-Marne
- Bazoches-lès-Bray : Association régionale pour l'essor de l'archéologie, fondée en 1986.
- Bourron-Marlotte : Les amis de Bourron-Marlotte, fondée en 1953.
- Brie-Comte-Robert :
  - Arts, histoire et collection, fondée en 1972.
  - Les amis du vieux Château de Brie-Comte-Robert, fondée en 1982.
- La Chapelle-la-Reine : Les Amis du patrimoine du canton de La Chapelle-la-Reine, fondée en 1987.
- Château-Landon : Groupe histoire et archéologie du foyer rural de Château-Landon, fondé en 1976.
- Chelles : Société archéologique et historique de Chelles, fondée en 1904.
- Claye-Souilly : Société d'histoire de Claye-Souilly et ses environs.
- Coulommiers : Les Amis des monuments et des sites de Seine-et-Marne, fondée en 1967.
- Dammartin-en-Goële : Société d'histoire et d'archéologie de la Goële, fondée en 1967.
- Jouarre : Les Amis de l'abbaye Notre-Dame de Jouarre, fondée en 1952.
- Lagny-sur-Marne :
  - Société historique et archéologique de Lagny-sur-Marne et ses environs.
  - Cercle généalogique de la Brie.
- Larchant : Association culturelle de Larchant, fondée en 1983.
- Lognes : Association sportive, touristique et culturelle du ministère de l'Intérieur, fondée en 1980.
- Meaux :
  - Société littéraire et historique de la Brie, fondée en 1892.
  - Société d'histoire de Meaux et sa région, fondée en 2004.
  - Les amis de Bossuet.
- Melun : Société d'archéologie et d'histoire de Seine-et-Marne, fondée en 1863.
- Mitry-Mory : Les Amis du passé de Mitry-Mory, fondée en 1981.
- Moret-sur-Loing : Les Amis de Moret-sur-Loing et sa région, fondée en 1923.
- Nanteuil-lès-Meaux : Centre de recherche ethnologique de Paris et Ile-de-France, fondé en 1938.
- Nemours :
  - Groupement archéologique de Seine-et-Marne (GASM), fondé en 1959.
  - Association pour la promotion archéologique en Île-de-France, fondée en 1985.
- Noisiel : Connaissance du Val Maubuée, fondée en 1979.
- Provins : Société d'histoire et d'archéologie de l'arrondissement de Provins, fondée en 1892.
- Saint-Siméon : Saint-Siméon notre village, fondée en 1996.
- Souppes-sur-Loing : Société d'histoire et d'archéologie de Souppes-sur-Loing et de ses environs, fondée en 1985.
- Villeparisis : Société d'histoire locale de Villeparisis.

### Seine-Saint-Denis
- Aubervilliers : Société de l'histoire et de la vie à Aubervilliers, fondée en 1979.
- Aulnay-sous-Bois : Cercle Archéologique et Historique de la Région d'Aulnay (C.A.H.R.A)[309].
- Bobigny : Association Histoire et mémoire ouvrière en Seine-Saint-Denis (AHMO). Elle a pour but de valoriser l’histoire et la mémoire du mouvement ouvrier en Seine-Saint-Denis.
- Drancy : Société drancéenne d'histoire et d'archéologie.
- Montfermeil : Le Vieux Montfermeil et sa région, fondée en 1921 (Syndicat d'initiative de Montfermeil - Franceville - Les Coudreaux) qui deviendra en 1951 la Société historique et archéologique du vieux Montfermeil et sa région avant de prendre son nom actuel Société Historique, publication semestrielle : Bulletin de la Société historique et du Musée du travail Charles Peyre.
- Montreuil : Institut CGT d'histoire sociale, fondé en 1982.
- Neuilly-sur-Marne : Société d'études et de recherches historiques en psychiatrie, fondée en 1986.
- Noisy-le-Grand : Société d'histoire de Noisy-le-Grand, Gournay-sur-Marne, Champs sur Marne, fondée en 1982.
- Pantin :
  - Fédération française de généalogie.
  - Fondation Gabriel Péri.
- Le Raincy : Société historique du Raincy et du Pays d'Aulnoye (SHRPA), fondée en 1910 sous le nom les Amis de la Bibliothèque du Raincy[310], publication annuelle En Aulnoye Jadis.
- Rosny-sous-Bois : Société d'histoire de Rosny-sous-Bois.

### Val-de-Marne
Sociétés historiques adhérentes à Clio 94 :
- Alfortville : Comité d'histoire du confluent.
- Arcueil : Commission patrimoine Centre culturel Erik Satie.
- Cachan : Atelier du Val-de-Bièvre.
- Champigny-sur-Marne : Société d'histoire de Champigny-sur-Marne.
- Chevilly-Larue : Les Amis du Vieux Chevilly-Larue.
- Choisy-le-Roi : Association Louis Luc pour l’histoire et la mémoire de Choisy-le-Roi.
- Créteil :
  - Les Amis de Créteil.
  - Clio 94, fondée en 1981.
- Fontenay-sous-Bois : Société d'histoire, 94120 Saint-George et Dalayrac.
- Fresnes : Société archéologique de Fresnes.
- Gentilly : Société d'histoire de Gentilly.
- L'Haÿ-les-Roses : Les Amis du Vieux L'Haÿ.
- Ivry-sur-Seine : Association des Amis du Moulin de la Tour d'Ivry.
- Limeil-Brévannes : Guilde brévannaise d'Histoire.
- Maisons-Alfort : Mille Ans d'Histoire.
- Mandres-les-Roses : Les Amis de Mandres-les-Roses.
- Marolles-en-Brie : Les Amis de Marolles-en-Brie.
- Nogent-sur-Marne : Société d'histoire Nogent-sur-Marne.
- Le Plessis-Trévise : Société historique du Plessis-Trévise.
- Périgny : Les Amis de Périgny.
- La Queue-en-Brie : Association caudacienne de La Queue-en-Brie.
- Rungis : Société historique et archéologique de Rungis.
- Saint-Maur-des-Fossés : Le Vieux Saint-Maur, publie la revue Le Vieux Saint-Maur.
- Saint-Maurice : Société d'histoire de Charenton et Saint-Maurice.
- Sucy-en-Brie :
  - Société d'Histoire Sucy-en-Brie.
  - À la découverte du Fort de Sucy-en-Brie.
  - Cercle d'études généalogiques et démographiques du Val-de-Marne (CEGD).
- Villecresnes : Société d'Etudes et de documentation historique de Villecresnes et environs.
- Villejuif : Société d'histoire locale et de protection du patrimoine de Villejuif.
- Villeneuve-le-Roi : Cercle d'études savantes, archéologiques, artistiques et folkloriques (CESAF) Villeneuve-le-Roi-Ablon-sur-Seine, fondé en 1953.
- Villeneuve-Saint-Georges : Société d'histoire et d'archéologie de Villeneuve-Saint-Georges.
- Villiers-sur-Marne : Société d'histoire de Villiers-sur-Marne.
- Vincennes :
  - Société des Amis de Vincennes, fondée en 1910.
  - Association cartophile de Vincennes.
- Vitry-sur-Seine : Société d'histoire de Vitry-sur-Seine.

### Val-d'Oise
- Argenteuil : Société historique et archéologique d'Argenteuil et du Parisis, fondée en 1922.
- Deuil-la-Barre : Cercle d'étude historique de Deuil-la-Barre, fondé en 1985.
- Ecouen : Société des amis du château d'Écouen, fondée en 1970.
- Enghien-les-Bains : Cercle d'études généalogiques et héraldiques de l'Ile-de-France - Val-d'Oise.
- Franconville : Amis de Léonce Bourliaguet, fondée en 1974.
- Gonesse : Société d'histoire et d'archéologie de Gonesse et du pays de France, fondée en 1972.
- Guiry-en-Vexin : Centre de recherches archéologiques du Vexin français, fondé en 1963.
- Louvres : Groupe de recherches historiques et archéologiques de Louvres-en-Parisis, fondé en 1972.
- Montmorency : Société d'histoire de Montmorency et de sa région, fondée en 1981.
- Pontoise : Société historique et archéologique de Pontoise, du Val-d'Oise et du Vexin, fondée en 1877.
- Saint-Leu-la-Forêt : Association historique, généalogique et héraldique du Val-d'Oise, fondée en 1984.
- Villiers-le-Bel : Jeunesse préhistorique et géologique de France (JPGF)[311] groupe de Villiers-le-Bel.

### Yvelines
- Epône : Centre de recherches archéologiques de la région mantaise fondé en 1969.
- Epône : Fédération Archéologie Val de Seine fondée en 2010.
- Jouars-Pontchartrain : Association pour la promotion du site archéologique de Diodurum, fondée en 2003.
- Jouars-Pontchartrain : Association De Recherches Archéologiques et de Conservation Historique du Canton de Montfort l’Amaury, fondée en 1990.
- Maisons-Laffitte : Société des amis du château de Maisons-Laffitte, fondée en 1909.
- Poissy : Cercle d'études historiques et archéologiques de Poissy, fondé en 1970.
- Port-Marly : Société des amis d'Alexandre Dumas, fondée en 1971.
- Rambouillet :
  - Société historique et archéologique de Rambouillet et de l'Yveline, fondée en 1836.
  - Équipe de recherche interdisciplinaire sur Elsa Triolet et Louis Aragon, fondée en 1996.
- Richebourg : Club d'histoire et d'archéologie de Richebourg.
- Rochefort-en-Yvelines : Société historique de Rochefort en Yvelines.
- Saint-Arnoult-en-Yvelines : Société Historique et Archéologique de Saint-Arnoult-en-Yvelines, fondée en 1966.
- Saint-Germain-en-Laye :
  - Les Amis du vieux Saint-Germain, fondée en 1923.
  - Association française d'archéologie mérovingienne, fondée en 1979.
  - Association pour les études interrégionales sur le Néolithique, fondée en 1991.
- Vernouillet : Comité d'histoire parlementaire et politique, fondé en 2002.
- Versailles :
  - Académie des sciences morales, des lettres et des arts de Versailles, fondée en 1834 et ayant publié 16 volumes de Mémoires entre 1847 et 1893 puis la Revue d'Histoire de Versailles et de Seine-et-Oise.
  - Commission départementale des antiquités et des Arts de Seine-et-Oise, créée en 1878.
  - Cercle généalogique de Versailles et des Yvelines, fondée en 1976.
- Le Vésinet : Cercle d'études généalogiques et héraldiques de l'Ile-de-France.
- Viroflay : Association des amis de Jacques Rivière et Alain Fournier, fondée en 1975.

## D.R.O.M. - C.O.M.

### Guadeloupe
- Basse-Terre : Association historique des Antilles[312].
- Gourbeyre : Société d’histoire de la Guadeloupe, fondée en 1963[313].
  - Domaines d'activité : archéologie, histoire rurale, études guadeloupéennes : histoire et autres sciences sociales, sciences politiques, économie, administration, etc. généalogie et histoire de la Caraïbe.
  - Domaines géographiques : Outre-Mer français.
  - Périodiques : Bibliothèque d'histoire antillaise (Parution irrégulière); Bulletin de la SHG (trimestriel); Savann.

Le dépouillement systématique des articles est effectué, entre autres par la volumineuse Handbook of Latin American studies (HLAS) établie à partir des ouvrages parvenus à la Library of Congress de Washington, par la Bibliographie annuelle de l'Histoire de France (BAHF), les ressources numériques de l'INIST (Nancy), la Société française d'histoire d'Outre-mer (SFHOM) et Généalogie et Histoire de la Caraïbe (GHC).

### Martinique
- Fort-de-France :
  - Société d'histoire de la Martinique, fondée en 1955[314].
  - Société des amis des archives et de la recherche sur le patrimoine culturel des Antilles, fondée en 1985[315].
  - Association des amis du musée du téléphone, fondée en 1999[316].
- Le François : Héritiers Homère Clément SA, fondée en 1955[317].

### Réunion
- Saint-Denis de La Réunion :
  - Académie réunionnaise des sciences, lettres et arts, fondée en 1855[318].
  - Association des amis de l'histoire de la poste de la Réunion à Sainte-Clotilde[319].

### Nouvelle-Calédonie
- Nouméa :
  - Société d'études historiques de Nouvelle-Calédonie, fondée en 1969[320].
  - Société des études mélanésiennes, fondée en 1949[321].

### Polynésie française
- Papeete : Société des études océaniennes, fondée en 1917[322].